# Provincia de Cádiz

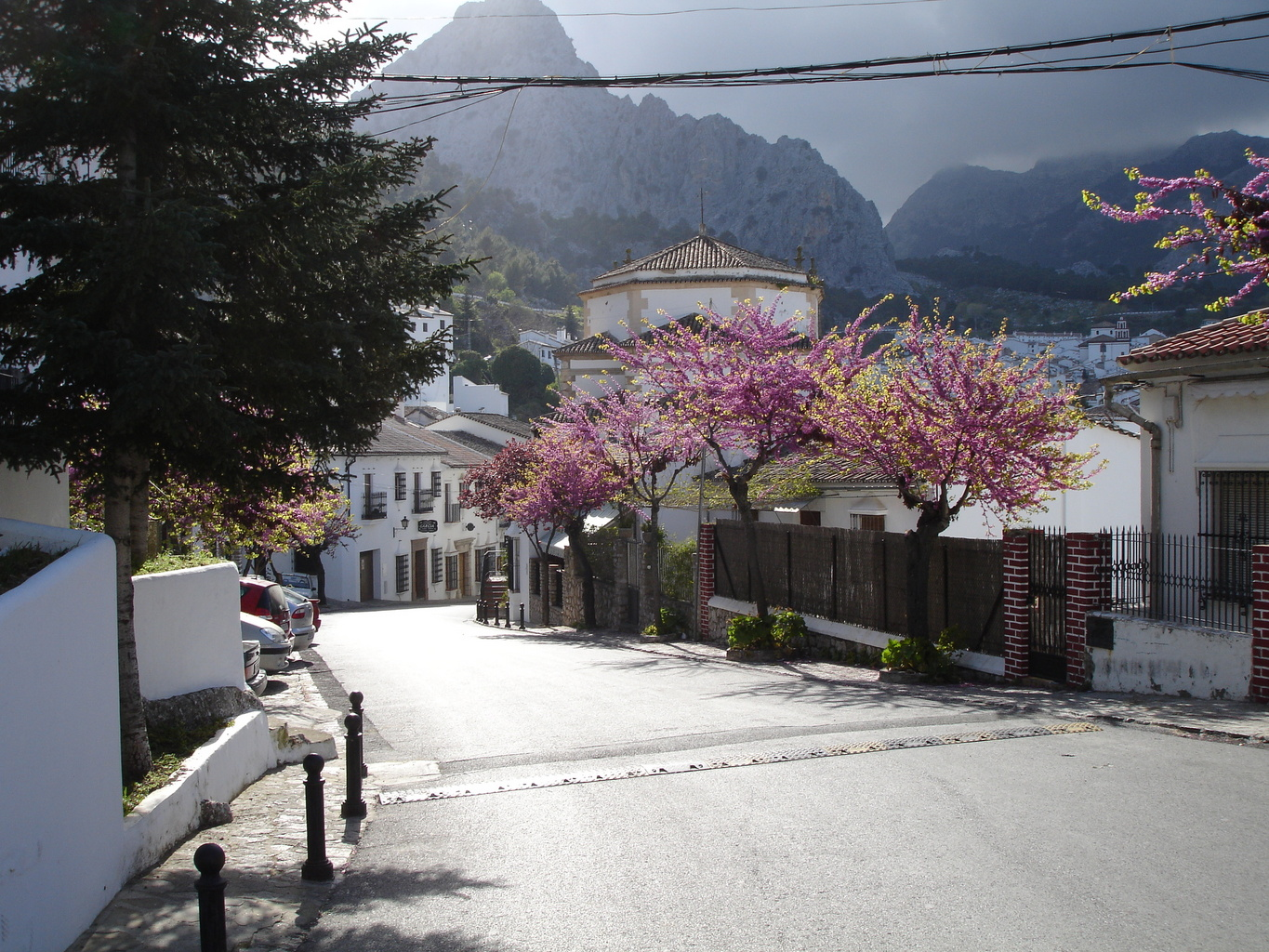
Grazalema, en la sierra de Cádiz, conformada por el territorio montañoso situado en la provincia

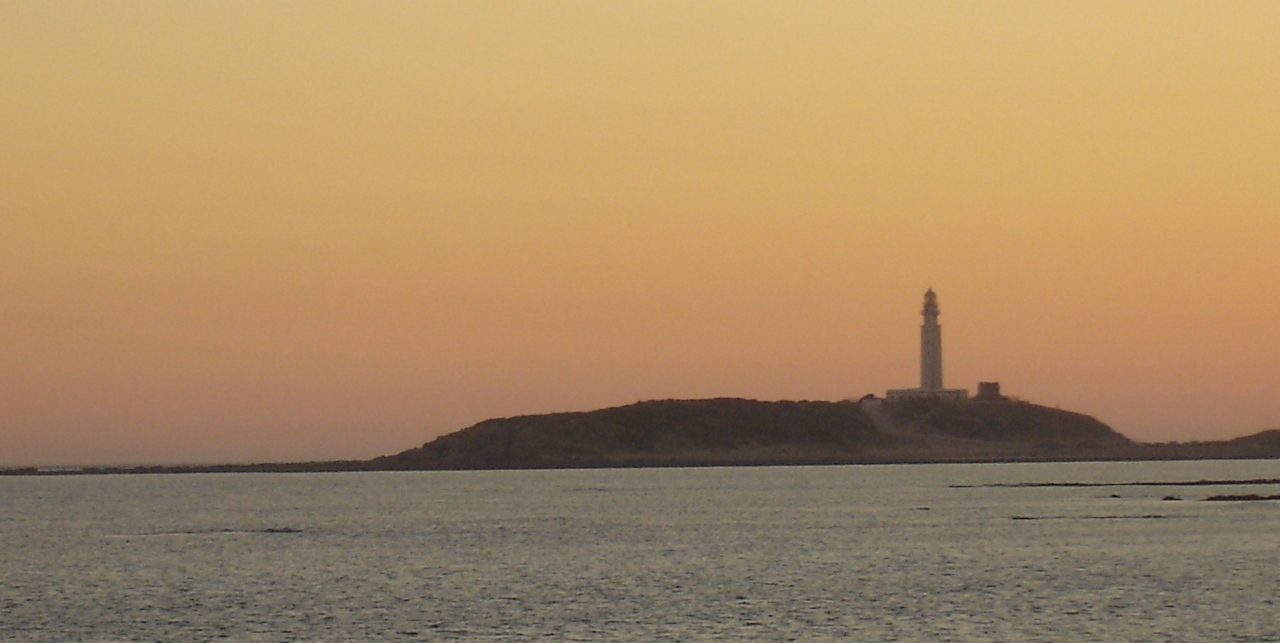
La provincia de Cádiz destaca por la gran longitud de su costa, lo que ha influenciado decisivamente su existencia. Foto del Cabo de Trafalgar

Cádiz es una provincia española situada en el sur de la comunidad autónoma de Andalucía. Su capital es la ciudad de Cádiz, tercera más poblada de la provincia tras Jerez de la Frontera y Algeciras. Está dividida en 45 municipios, entre los que destacan Jerez, Algeciras, Cádiz, San Fernando, El Puerto de Santa María, Chiclana de la Frontera, Conil, Sanlúcar de Barrameda y La Línea de la Concepción.
La población de la provincia es de 1 258 730 habitantes (INE 2024), de los cuales 638 807 viven en el área metropolitana de la Bahía de Cádiz-Jerez y 273 811 en el área metropolitana de la Bahía de Algeciras. Posee una superficie de 7435,85 km², siendo su densidad de población de 169,38 hab./km². La ciudad más poblada es Jerez de la Frontera con 212 730 habitantes (2022).
La provincia limita al norte con las provincias de Sevilla y Huelva, al este con la provincia de Málaga, al suroeste con el océano Atlántico, al sureste con el mar Mediterráneo, y al sur con el estrecho de Gibraltar.
Las principales actividades económicas son el turismo y otras actividades del sector terciario (67 % del PIB provincial), seguido de las industrias (naval, aeronáutica, petroquímica...) que constituyen el 28 % del PIB. La renta bruta per cápita es de 15 814 €, en el tercer trimestre de 2015 (INE).
La provincia se divide en seis comarcas: la Bahía de Cádiz, la Campiña de Jerez, la Costa Noroeste, la Sierra, la Janda y el Campo de Gibraltar, además de regiones históricas como Cádiz y los Puertos, y El Marco de Jerez. De entre sus variados espacios naturales protegidos destacan los seis parques naturales.

## Toponimia
La provincia toma su nombre de la ciudad de Cádiz, cuyo nombre es de origen fenicio.

## Símbolos

### Escudo
El escudo de la provincia de Cádiz fue adoptado por acuerdo de la Diputación Provincial el 2 de enero de 1886 y sufrió una modificación en 1927. Situado sobre un pergamino, está compuesto por doce cuarteles que recogen los blasones de los municipios gaditanos de Algeciras, San Fernando, Arcos de la Frontera, Olvera, Cádiz, San Roque (antiguo escudo de Gibraltar), Medina Sidonia, Jerez de la Frontera, El Puerto de Santa María, Chiclana de la Frontera, Sanlúcar de Barrameda y Grazalema. Lo flanquean dos columnas de plata que portan una filacteria de plata con la leyenda latina Plus Ultra de sable y al timbre corona real.

### Bandera
La bandera provincial es de color verde, con orla de castillos y leones en alusión a la Corona de Castilla y con el escudo provincial en el centro.

## Historia
La provincia de Cádiz se creó mediante el Real Decreto del 30 de noviembre de 1833 y se formó uniendo localidades del Reino de Sevilla, excepto las que pasaron a formar parte de la Provincia de Sevilla y de la Provincia de Huelva. Asimismo, la nueva provincia de Cádiz incorporó Alcalá del Valle, Benaocaz, Grazalema, Setenil y Ubrique, que hasta entonces había pertenecido al Reino de Granada. En 1995 la ciudad de Ceuta se segregó de la provincia de Cádiz, adquiriendo el estatuto de ciudad autónoma. Actualmente la provincia está compuesta por los municipios que pueden verse en el anexo Municipios de la provincia de Cádiz.

### Prehistoria
El Arte rupestre del extremo sur de la península ibérica es un importante testimonio del paso de los primeros homínidos por el territorio provincial. Existen más de 300 cuevas con arte rupestre sureño. El Aculadero es un importante yacimiento del Paleolítico, en un territorio entonces inundado por el Lacus Ligustinus.

### Edad Antigua

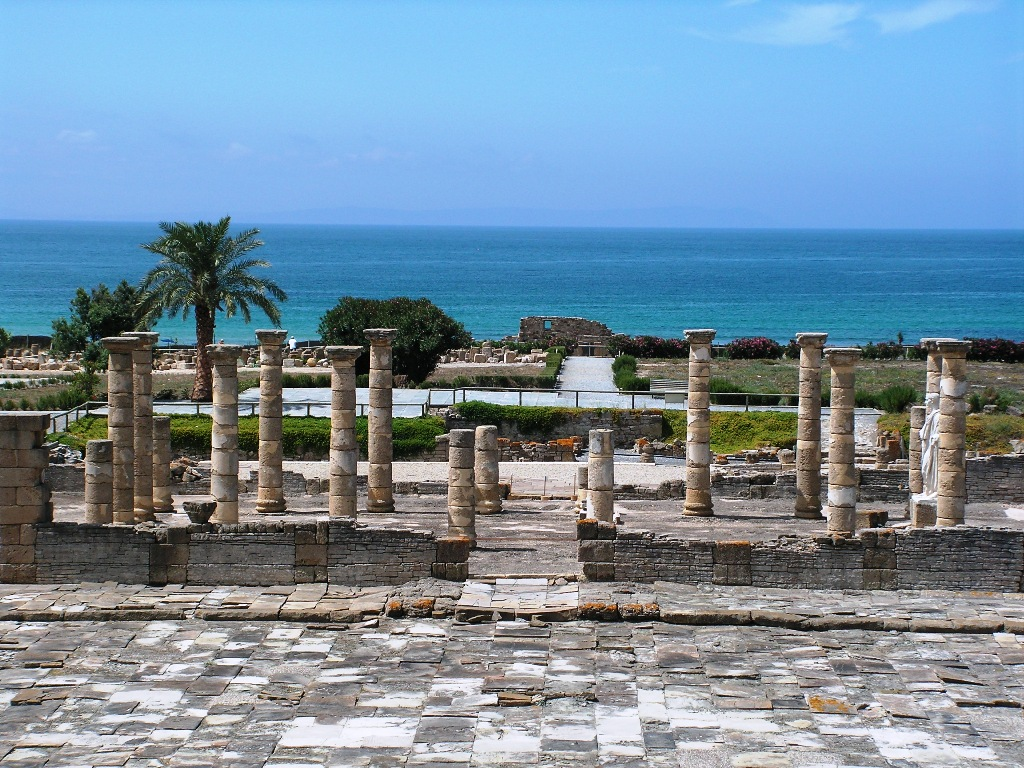
Baelo Claudia

En torno al siglo IX a. C., se produjo un proceso colonizador con la creación de colonias fenicias y factorías en territorio tartesio, como Gadir (Cádiz), la Ciudad del Castillo de Doña Blanca, en El Puerto de Santa María, el yacimiento del Cerro del Castillo en Chiclana de la Frontera y Medina Sidonia, cuyo nombre hace referencia a sus fundadores procedentes de Sidón. El Templo de Hércules Gaditano se convierte desde entonces en un importante lugar de culto. De la presencia griega queda testimonio en el Puerto de Menesteo.
Durante el Imperio romano el territorio de la actual provincia era una parte de la circunscripción administrativa conocida como Conventus Gaditanus, inscrita en la provincia romana de la Hispania Ulterior y posteriormente en la provincial senatorial de la Bética, a partir de la época augusta. La Vía Augusta, una de las principales del Imperio, conectaba Gades con Roma. Entre los lugares y las poblaciones más importantes en época romana se encontraban Baelo Claudia, Carteia, Iulia Traducta, Asido Caesarina, Luciferi Fanum, Lucus Oleastrum, Asta Regia, Ebura, Portus Gaditanus, Iptuci, Carissa Aurelia... La actividad económica se centraba en la producción y exportación de vino, aceite, trigo y garum.

### Edad Media

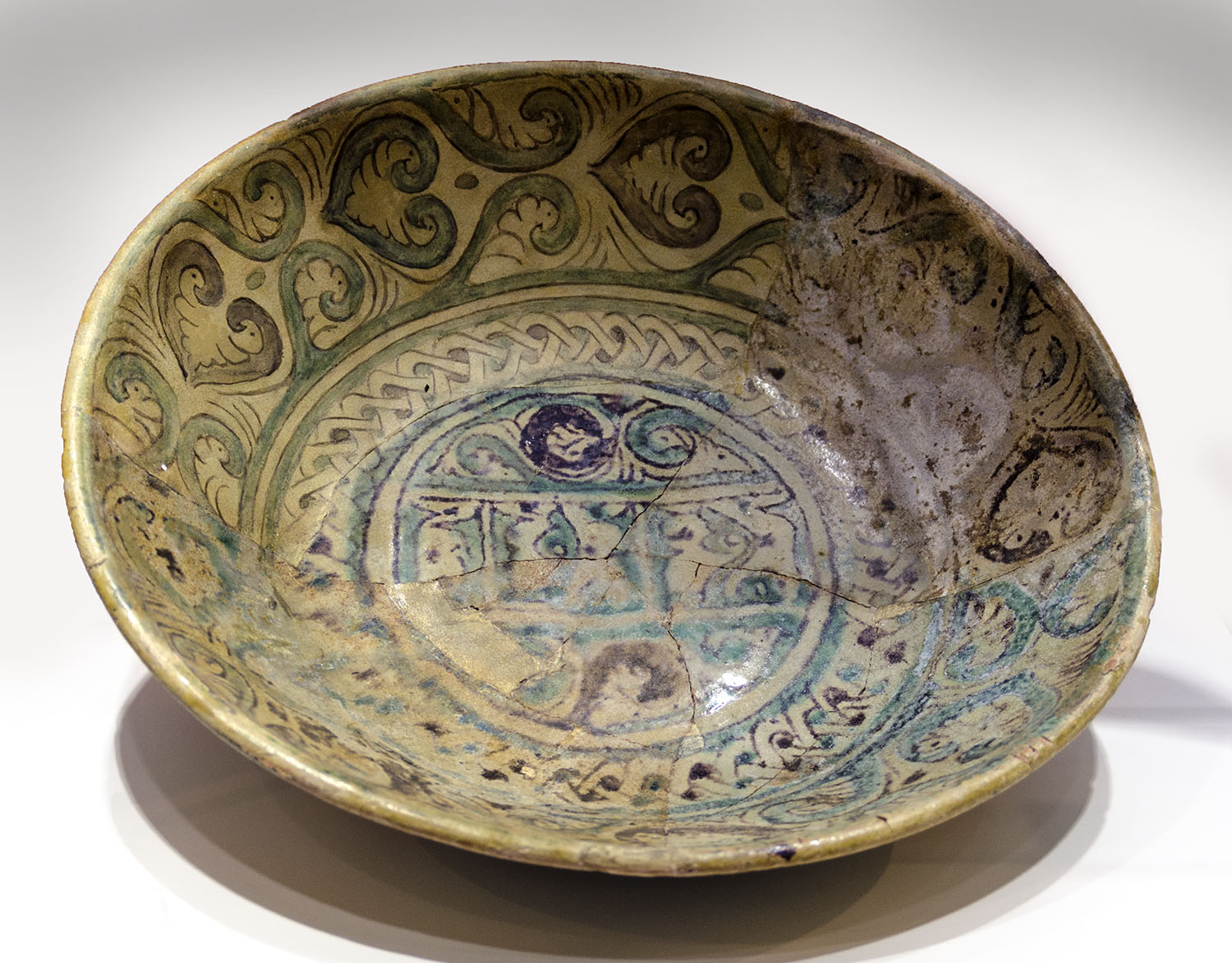
Ataifor andalusí de Jerez

Jurisdicciones realengas y señoriales de la actual provincia de Cádiz, pertenecientes hasta 1833 al Reino de Sevilla, según las Respuestas Generales del Catastro de Ensenada (1750-1754)

Jurisdicciones realengas y señoriales de la actual provincia de Cádiz, pertenecientes hasta 1833 al Reino de Granada, según las Respuestas Generales del Catastro de Ensenada (1750-54)

En el 711, se produjo la batalla del Guadalete y la conquista musulmana de la península ibérica. Durante el Califato de Córdoba en el territorio existían las coras de Sidonia y de al-Yazirat (Medina Sidonia y Algeciras respectivamente).
- Taifa de Arcos
- Taifa de Algeciras
- Taifa de Morón
- Taifa de Ronda

Murallas y Alcázar de Jerez
Con la reconquista cristiana de las tierras del valle del Guadalquivir en tiempos de Fernando III, el área gaditana quedó bajo un régimen de protectorado, permaneciendo en la zona la población mudéjar. Sin embargo tras la revuelta de 1264, se produjo la reconquista definitiva del área gaditana por parte de Alfonso X el Sabio y la expulsión de la mayor parte de la población musulmana.
Guzmán el Bueno defensa de Tarifa
Tras la reconquista y la decisiva batalla del Salado se produjo un proceso de repoblación y feudalización del territorio, siendo la casa de Medina Sidonia el linaje con más señoríos jurisdiccionales en el territorio de la actual provincia, junto con la casa de Alcalá de los Gazules, la casa de Arcos y la casa de Medinaceli.

### Edad Moderna
A principios del siglo XVII Andalucía sufría la creciente decadencia española, que le condujo a una aguda crisis y estancamiento económico. En el periodo entre 1640 y 1655 los abusos fiscales del conde-duque de Olivares llevaron en 1641 al duque de Medina Sidonia y al marqués de Ayamonte a organizar una Conspiración independentista en Andalucía, con Sanlúcar, Jerez y Huelva como tres de sus apoyos clave.
En 1717 se trasladó la Casa de Contratación de Indias desde Sevilla a Cádiz, lo que revitalizó el papel comercial de dicha y de otras localidades de su entorno, como Sanlúcar de Barrameda y El Puerto de Santa María, donde las casas de cargadores a Indias son un claro testimonio de dicha actividad mercantil, como la excepcional Casa de Arizón.
A finales de siglo, se crearon multitud de Sociedades Económicas de Amigos del País, como son la de Sanlúcar, Jerez, Alcalá, Medina Sidonia, etc.

### Edad Contemporánea

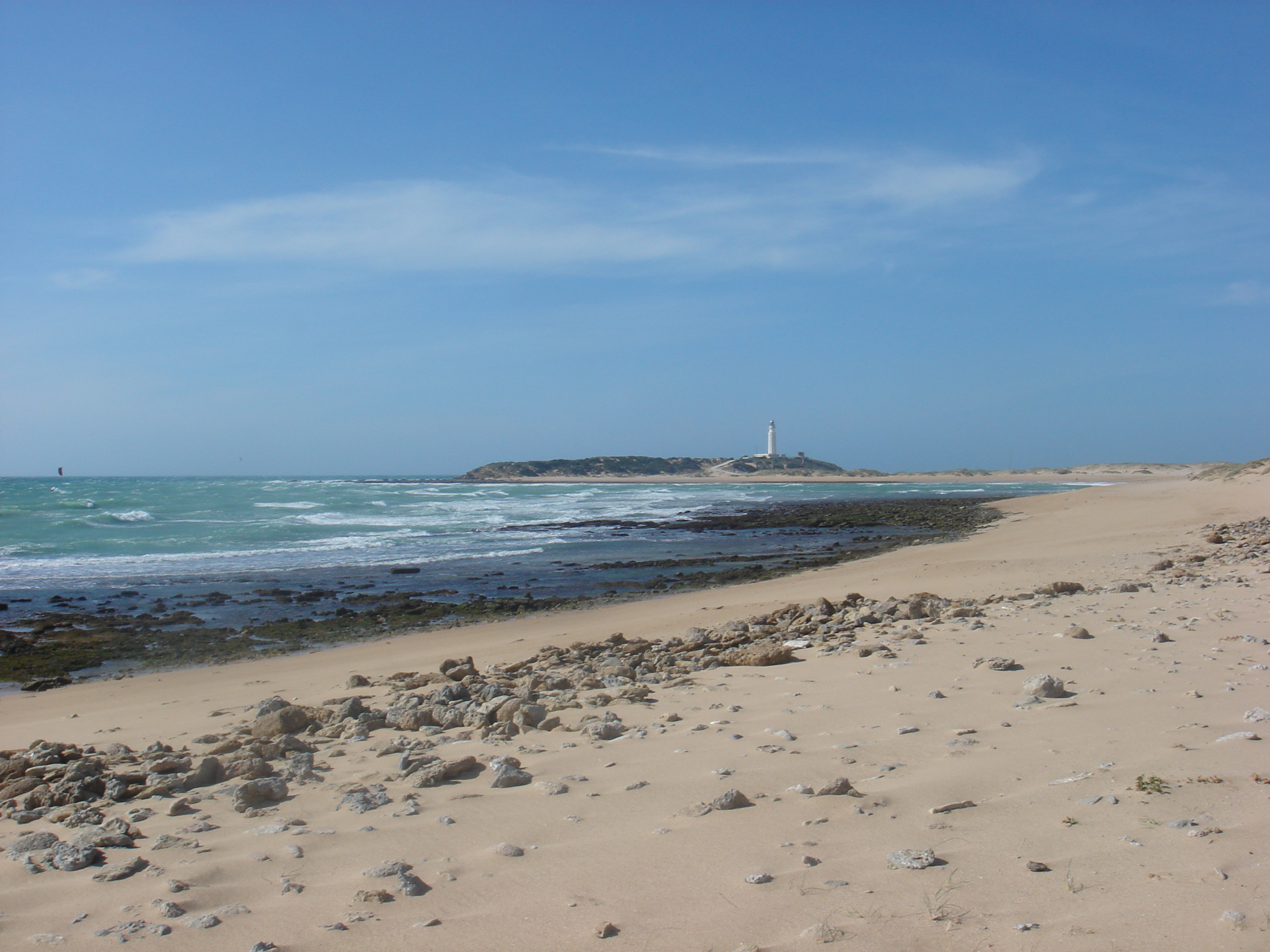
Tómbolo de Trafalgar

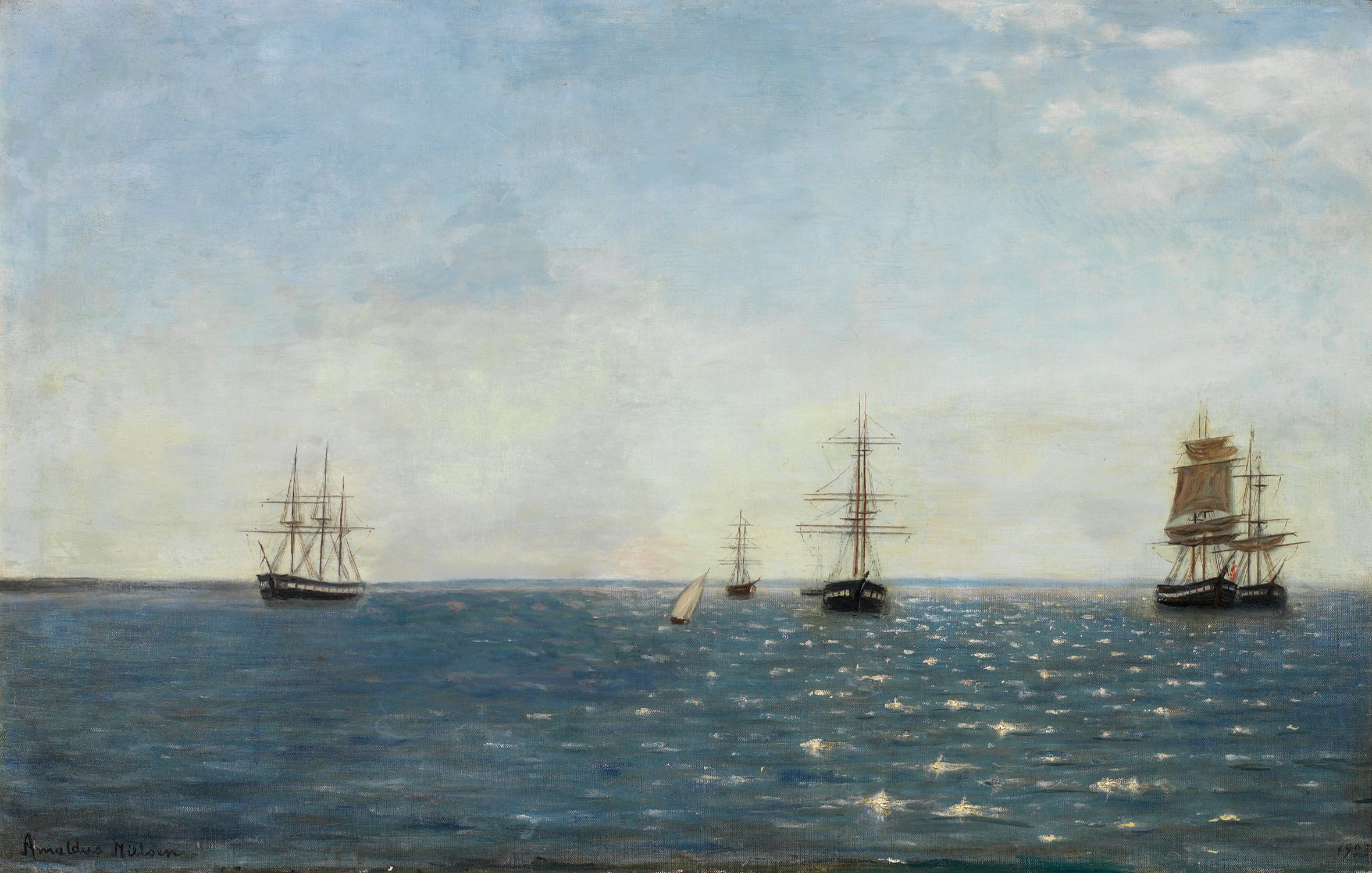
Amaldus Nielsen pintó este cuadro de la costa gaditana en 1925

El antecedente más próximo de lo que hoy abarca la administración de la provincia de Cádiz se encuentra en 1810, durante el Reinado de José Bonaparte, y según el proyecto del clérigo
Llorente se realizó
una nueva división administrativa de España en 38 prefecturas, equivalentes a las provincias actuales. Las nuevas prefecturas se realizaron partiendo de cero e ignorando condicionantes históricos anteriores y rigiéndose exclusivamente por cuestiones sociales y económicas, así se denominaron con el nombre del accidente geográfico más próximo. Jerez fue designada capital de la «Prefectura del Guadalete», aunque era común referirse a ella como «Prefectura de Xerez». La chancillería de la prefectura se encontraba en Sevilla. Esta división administrativa, aún vigente a nivel político, nunca llegó a llevarse a cabo de forma efectiva debido a la deriva de la guerra de la Independencia.
En 1811 las Cortes de Cádiz derogan los señoríos jurisdiccionales, desapareciendo así la división entre señorío y realengo, que a pesar de la restauración del absolutismo por parte de Fernando VII en 1812 no volverán a entrar el vigor.
Al tiempo, las Cortes de Cádiz intentan crear un nuevo régimen, también liberal, en el que todas las provincias tengan las mismas obligaciones. La constitución de 1812 no reconoce la personalidad política de los antiguos territorios históricos. Esto fue aprobado por los diputados de todas las provincias, incluidos los territorios americanos. Las Cortes llegan a un sistema nuevo que sí tiene en cuenta los condicionamientos históricos. Se crean 32 provincias, según el nomenclátor de Floridablanca, con algunas correcciones. Pero, además, en 1813 encargan una nueva división provincial a Felipe Bauzá, que determina 36 provincias, con siete provincias subalternas, con criterios históricos. Pero nada de esto se aprobó, y el regreso de Fernando VII supuso la vuelta al Antiguo Régimen, con ciertas modificaciones. En 1817 España estaba dividida en 29 intendencias y 13 consulados.
Tras el levantamiento del general Riego, durante el Trienio Liberal (1820-1823), se impulsa la construcción del Estado liberal, y con él se promueve una nueva división provincial, aunque primero se recuperan las diputaciones de 1813. Se trataba de que esta división alcanzara a todo el país, sin excepciones, y fuera la trama única para las actividades administrativas, gubernativas, judiciales y económicas, según criterios de igualdad jurídica, unidad y eficacia.
En enero de 1822 se aprueba, con carácter provisional, una división provincial de España en 52 provincias, ya agrupadas en 15 regiones. Se crea la actual provincia de Cádiz, con un territorio semejante, aunque menor, al del Prefectorado del Guadalete, o de Xerez, definido en 1810. Para esta división se tuvieron en cuenta condicionantes históricos y se establece la capitalidad de la provincia en la ciudad de Cádiz, hay que recordar que esta ciudad resistió la invasión napoleónica y fue donde se constituyeron las Cortes Constituyentes de 1812. Como fue costumbre en las nuevas provincias, toda la provincia tomó el nombre de la capital.
Entre los días 13 y 18 -ambos inclusive- de julio de 1936 se programaron en el polígono de González Hontoria de Cádiz unas prácticas militares, entre las 21 y las 24 horas, con experiencias de proyectiles iluminados de 106 con 6 milímetros.
Durante la guerra civil la provincia se produjeron episodios de represión. Igualmente, destaca su importancia en la Segunda Guerra Mundial.

## Geografía
La provincia de Cádiz está situada al sur de Europa, de la península ibérica y de Andalucía, junto al océano Atlántico, al mar Mediterráneo y al estrecho de Gibraltar.
| Noroeste: Provincia de Huelva | Norte: Provincia de Sevilla | Nordeste: Provincia de Sevilla                      |
| Oeste: Océano Atlántico       |                             | Este: Provincia de Málaga                           |
| Suroeste: Océano Atlántico    | Sur: Estrecho de Gibraltar  | Sureste: Mar Mediterráneo / Gibraltar (Reino Unido) |

### Relieve

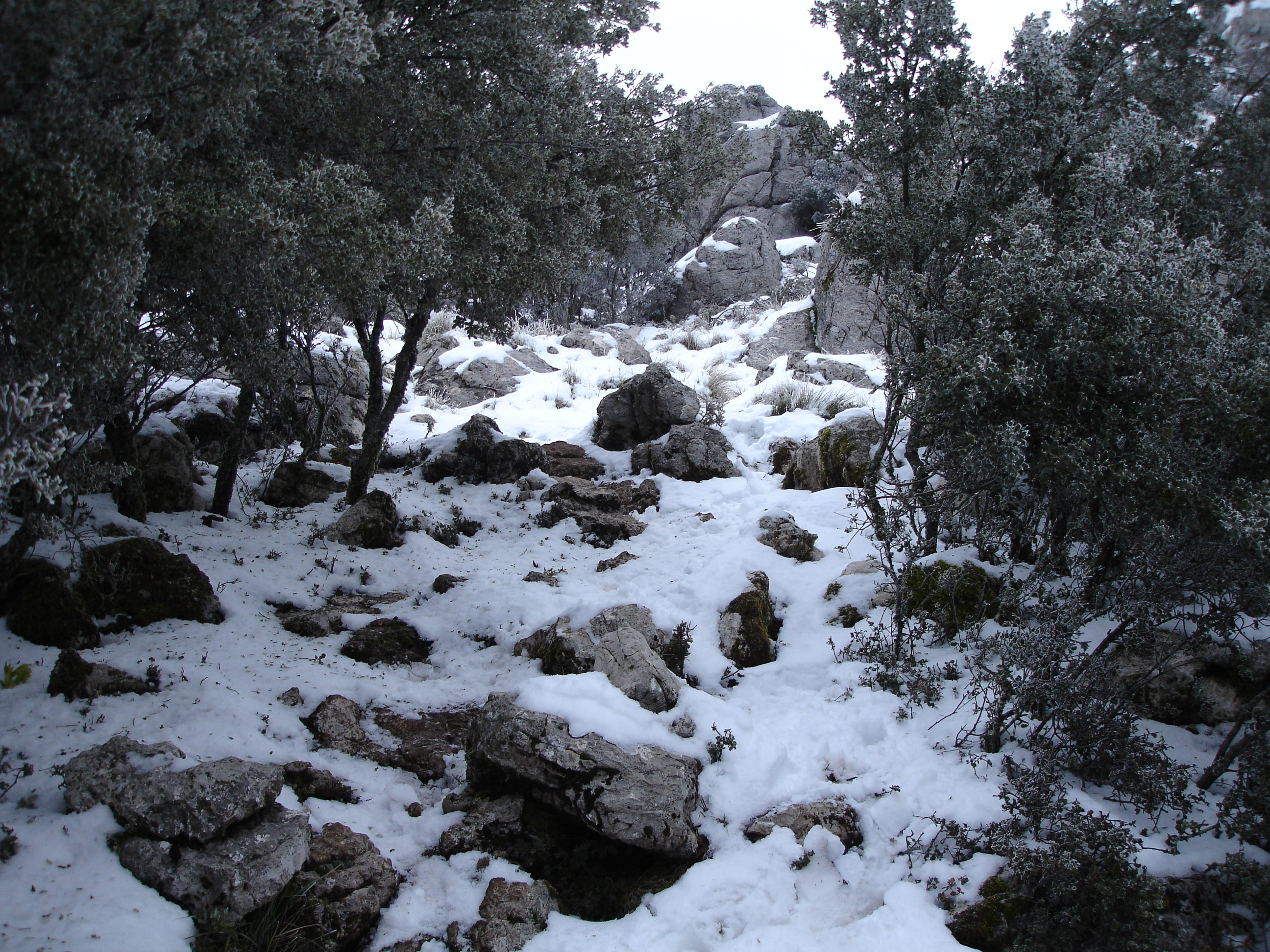
Vista del ascenso al Torreón, el pico más alto de la provincia con 1654 m

Los mayores accidentes orográficos de la provincia son las estribaciones de los Sistemas Béticos. Entre las Sierras que contiene la provincia se encuentra la sierra de Grazalema, parte de la Serranía de Ronda y los sistemas más bajos sobre los que se asienta el parque natural de los Alcornocales. En la sierra de Grazalema se encuentra el punto más alto de la provincia, el pico de El Torreón con 1654 m sobre el nivel del mar. Siguiendo hacia el sur la cordillera Bética es cortada abruptamente por el estrecho de Gibraltar. La comarca del Campo de Gibraltar tiene así un relieve abrupto y su costa está formada por acantilados excepto en la bahía de Algeciras. La erosión de este sistema y el aporte de sedimentos de los ríos Guadalquivir, Guadalete y Barbate (estos dos últimos extraordinariamente importantes para el consumo hídrico de la provincia) durante las Eras Terciaria y Cuaternaria construyeron la llanura litoral que se extiende desde las faldas de la Sierra, la Campiña de Jerez la Comarca Noroeste y La Janda. La bahía de Cádiz se formó posteriormente a partir de las aportaciones del río Guadalete que junto con los procesos de deriva oceánica configuraron la costa occidental.

### Hidrografía

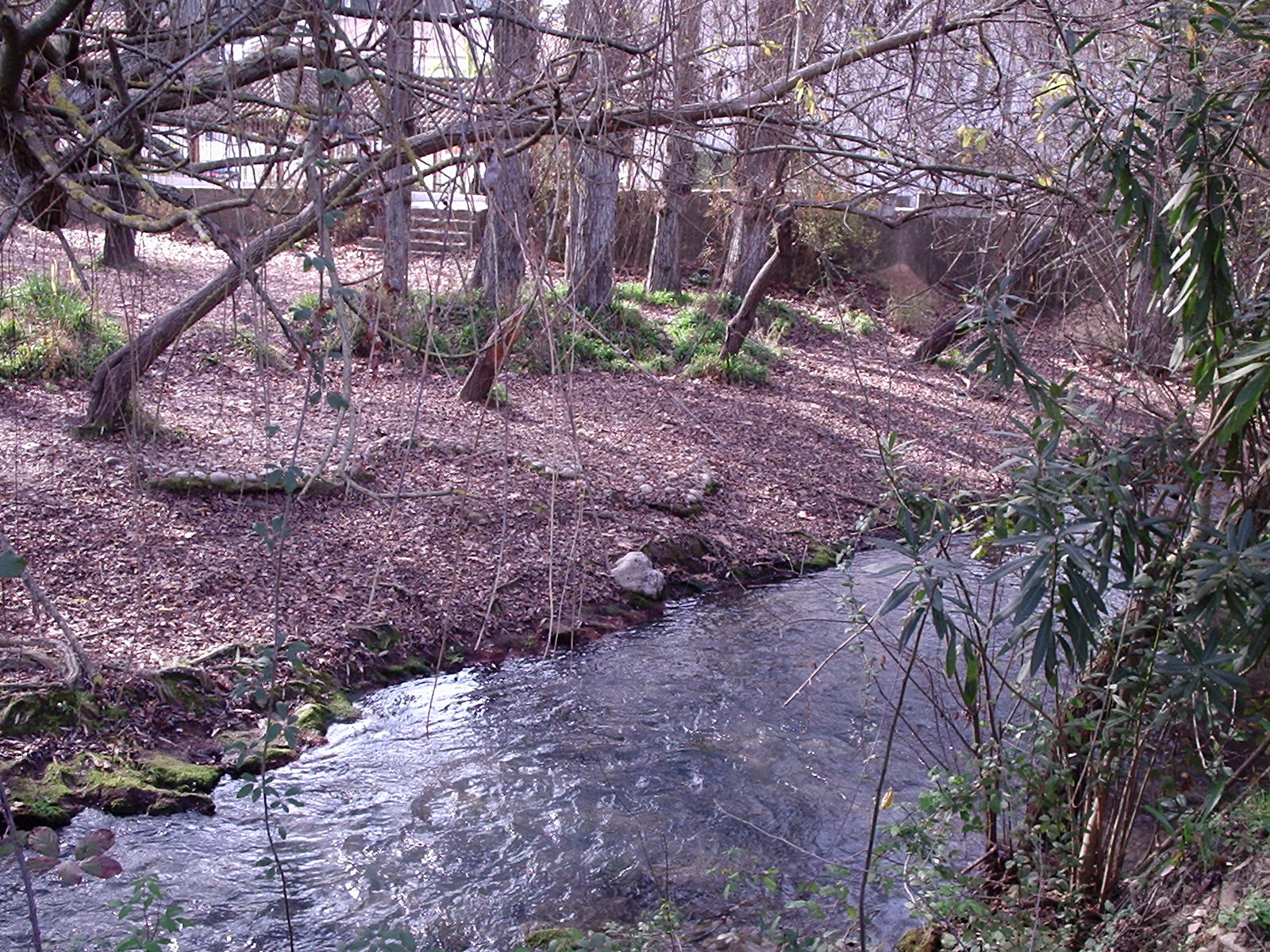
Río Majaceite es el afluente más importante del Guadalete

La provincia de Cádiz está ocupada por varias cuencas importantes:
- Cuenca del Guadalquivir, también conocida como «Bajo Guadalquivir» que incluye Sanlúcar. Es una zona baja donde el agua vierte al río Guadalquivir y a las marismas.
- Cuenca del Guadalete. Quizás el río gaditano por excelencia sea el río Guadalete al ocupar su cuenca gran parte de la provincia. Nace en Grazalema, en la sierra de Cádiz y desemboca en El Puerto de Santa María. A su paso riega un valle agrícola muy productivo y de este depende gran parte del abastecimiento de aguas potables de la provincia. Recoge los ríos provenientes de la vertiente atlántica de la Sierra de Cádiz.
- Cuenca del Barbate, aunque sería más correcto decir la zona de la Janda, ya que el río Barbate producía una laguna natural llamada la Janda, de donde viene el nombre de la comarca homónima. Al igual que el río Guadalete recoge las aguas de la sierra y abastece a la zona sur de la provincia.
- Vertiente mediterránea, donde quedarían los ríos que vierten al Mediterráneo, como el río Guadiaro.

Además, cuenta con diversos humedales y complejos endorreicos, destacando la laguna de Medina y el complejo endorreico de Espera. A pesar de que muchos de los que existían siglos atrás han desaparecido, en la segunda década del siglo XXI se comenzaron actuaciones para recuperar algunos de ellos.
En sus costas se han catalogado más de medio centenar de especies en peligro de extinción.

### Clima
El clima de la provincia se caracteriza por ser mediterráneo con una marcada ausencia de lluvias en verano, sin embargo por la cercanía del océano Atlántico este tiene gran influencia en el clima siendo las lluvias en invierno muy cuantiosas. En la sierra de Grazalema se producen las máximas precipitaciones de la península con niveles superiores a 2500 mm/año. En cuanto a las temperaturas se pueden decir que son suaves en invierno y cálidas en verano teniendo en las llanuras cercanas a la costa unos 18 °C de temperatura media anual. Las heladas en la costa son pocos frecuentes aunque si se pueden ver en el interior. En verano es normal superar algún día los 40 °C.

### Flora y fauna

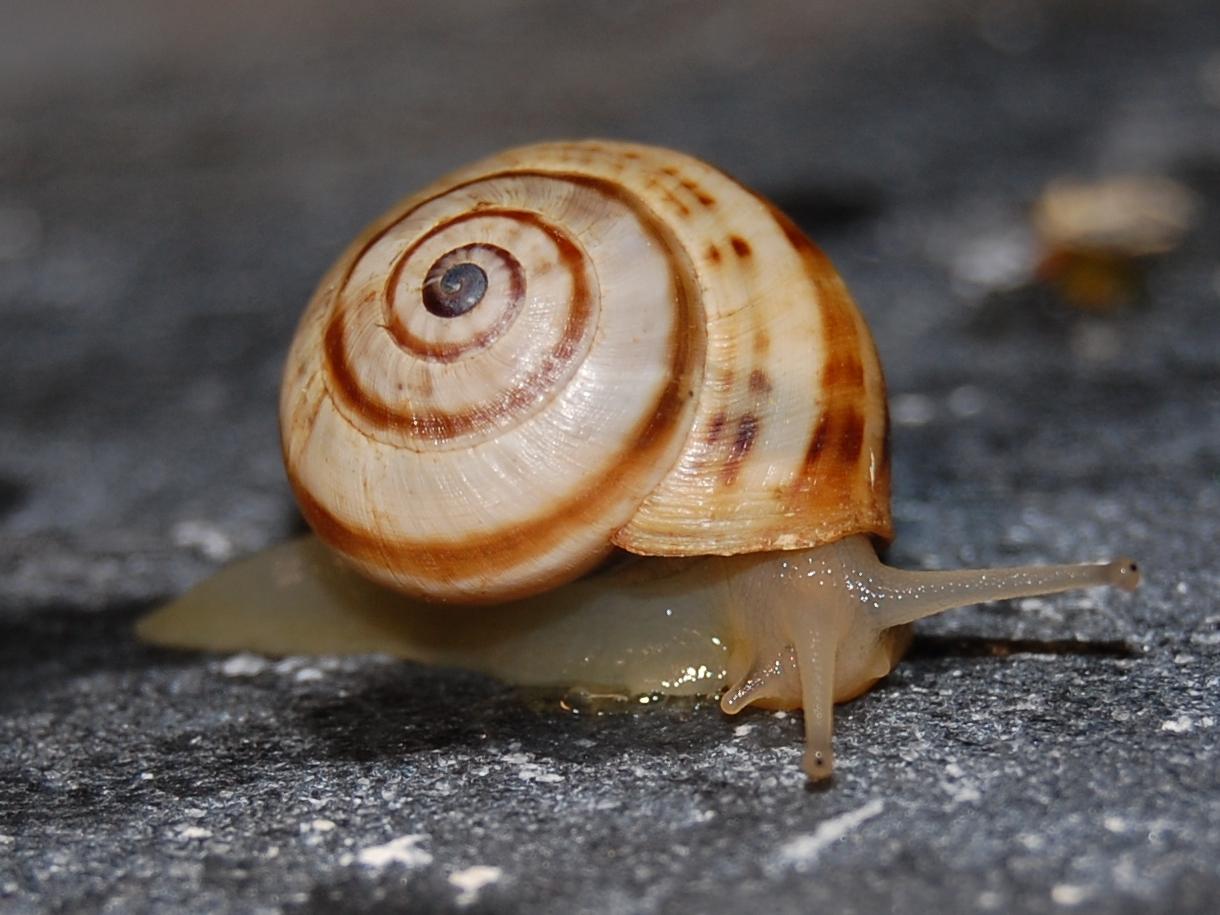
Theba pisana

Existen estudios del siglo pasado, destacando el de José María Pérez Lara, autor de revisión sistemática de la flora de la provincia, en su libro Florula gaditana. Actualmente existe un Catálogo de Bosques-Isla de la Provincia de Cádiz. También destaca la iniciativa de turismo ornitológico.Existe una asociación dedicada al estudio y conservación de la biodiversidad de la provincia de Cádiz llamada Sociedad Gaditana de Historia Natural. Entre los endemismos, destacan:
- Theba pisana arietina, caracol endémico de la sierra de San Cristóbal.
- Phlegra blaugrana, araña endémica de la zona del Campo de Gibraltar.
- Taraxacum gaditanum, endemismo presente en la zona litoral de Chipiona.

### Espacios de interés medioambiental
Parques naturales
- Bahía de Cádiz
- Breña y Marismas del Barbate
- Estrecho
- Doñana
- Los Alcornocales
- Sierra de Grazalema

Parajes naturales
- Cola del Embalse de Arcos
- Cola del Embalse de Bornos
- Estuario del Río Guadiaro
- Isla del Trocadero
- Marismas de Sancti Petri
- Marismas del Río Palmones
- Playa de los Lances

Reservas naturales
- Peñón de Zaframagón
- Laguna de Medina

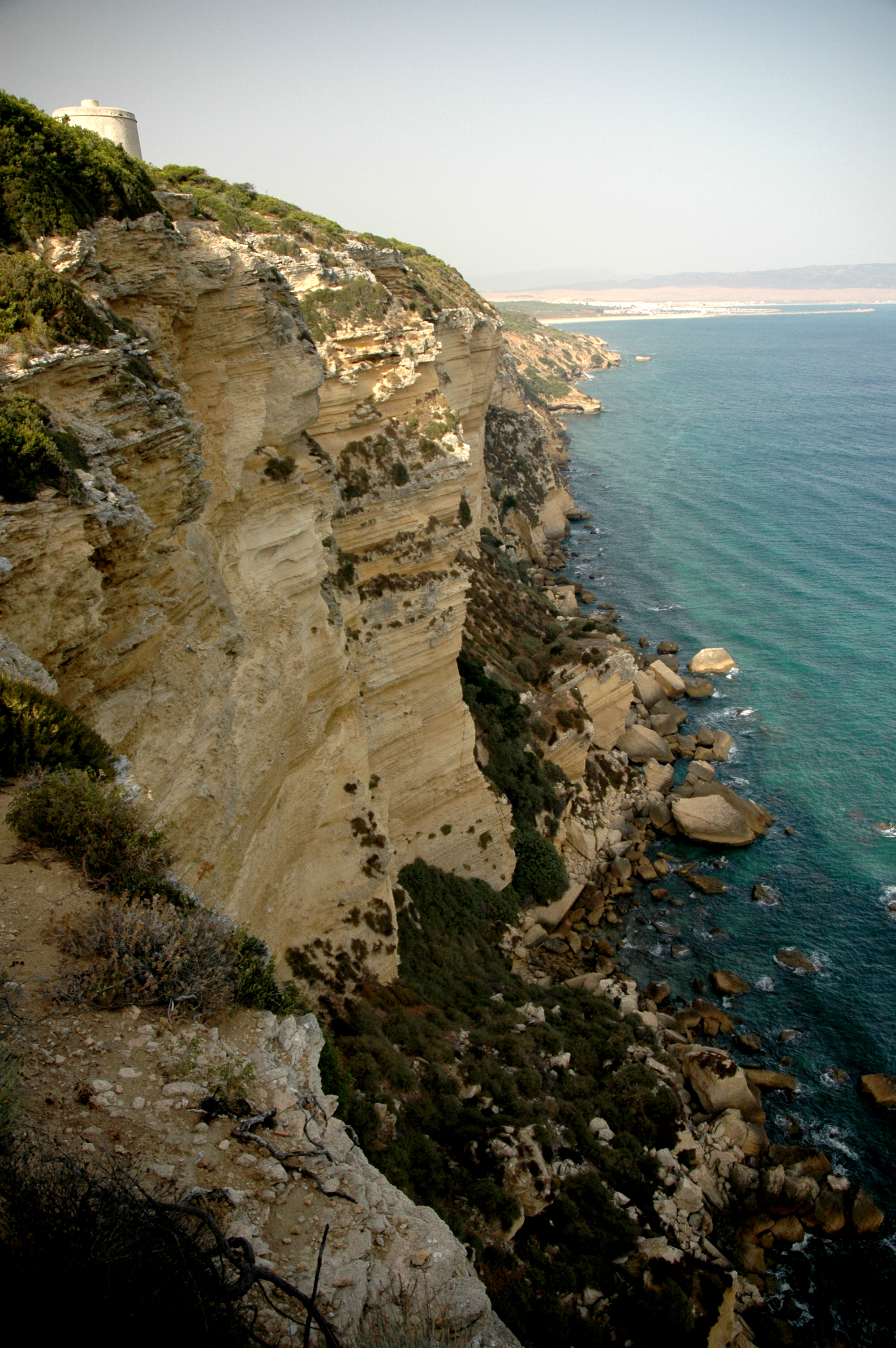
Breña y Marismas del Barbate

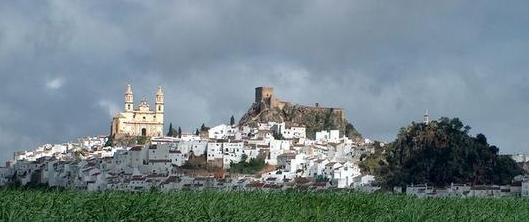
Olvera, Sierra de Cádiz

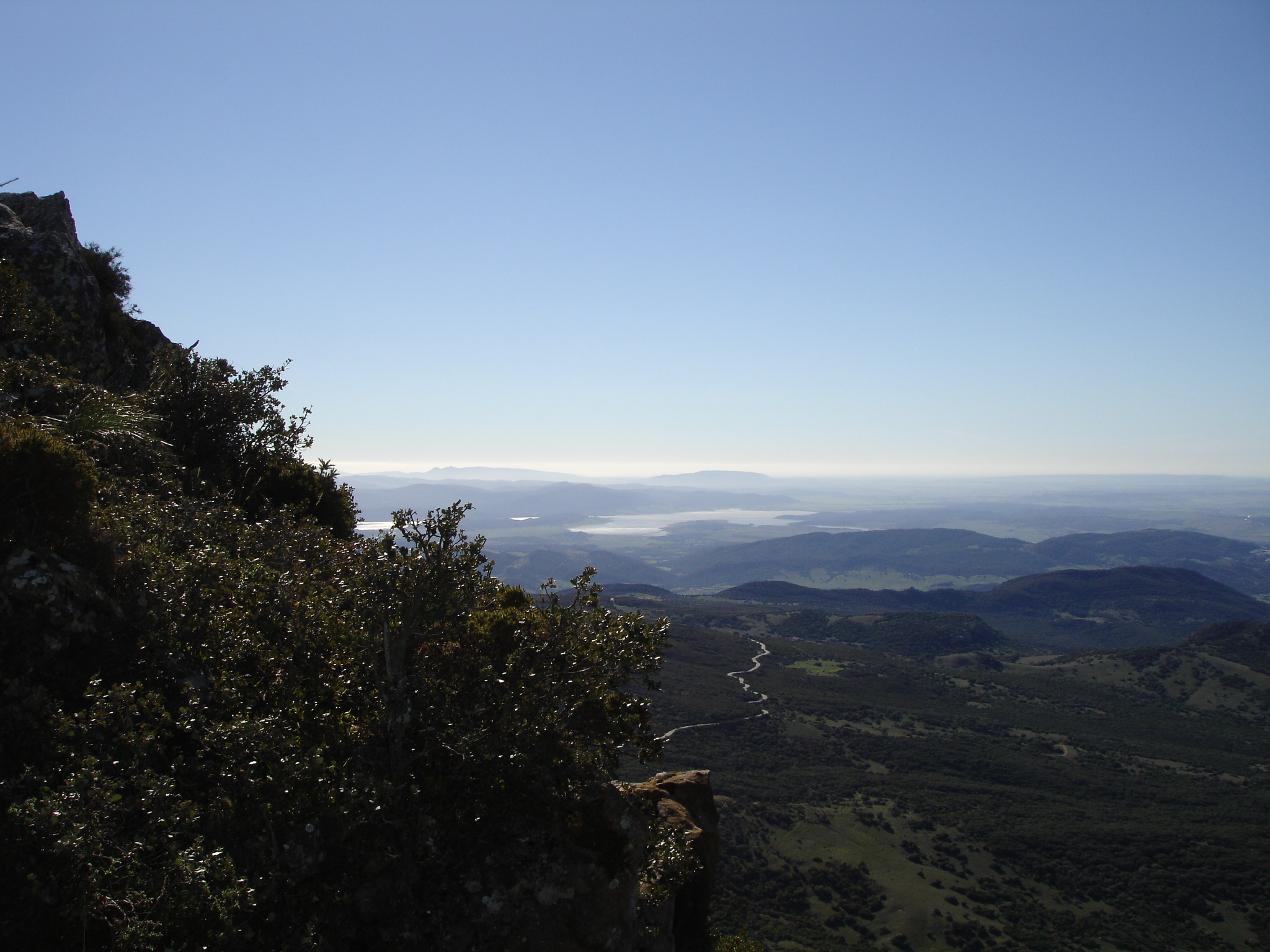
Vista desde El Picacho, Los Alcornocales

- Complejo endorreico del Puerto de Sta. María
  - Laguna Salada del Puerto de Santa María
  - Laguna Juncosa
  - Laguna Chica
- Complejo endorreico de Puerto Real
  - Laguna de Taraje
  - Laguna de Comisario
  - Laguna de San Antonio
- Complejo endorreico de Espera
  - Laguna Hondilla
  - Laguna Salada de Zorrilla
  - Laguna Dulce de Zorrilla
- Complejo endorreico de Chiclana
  - Laguna de Jeli
  - Laguna de Montellano
- Lagunas de Las Canteras y el Tejón

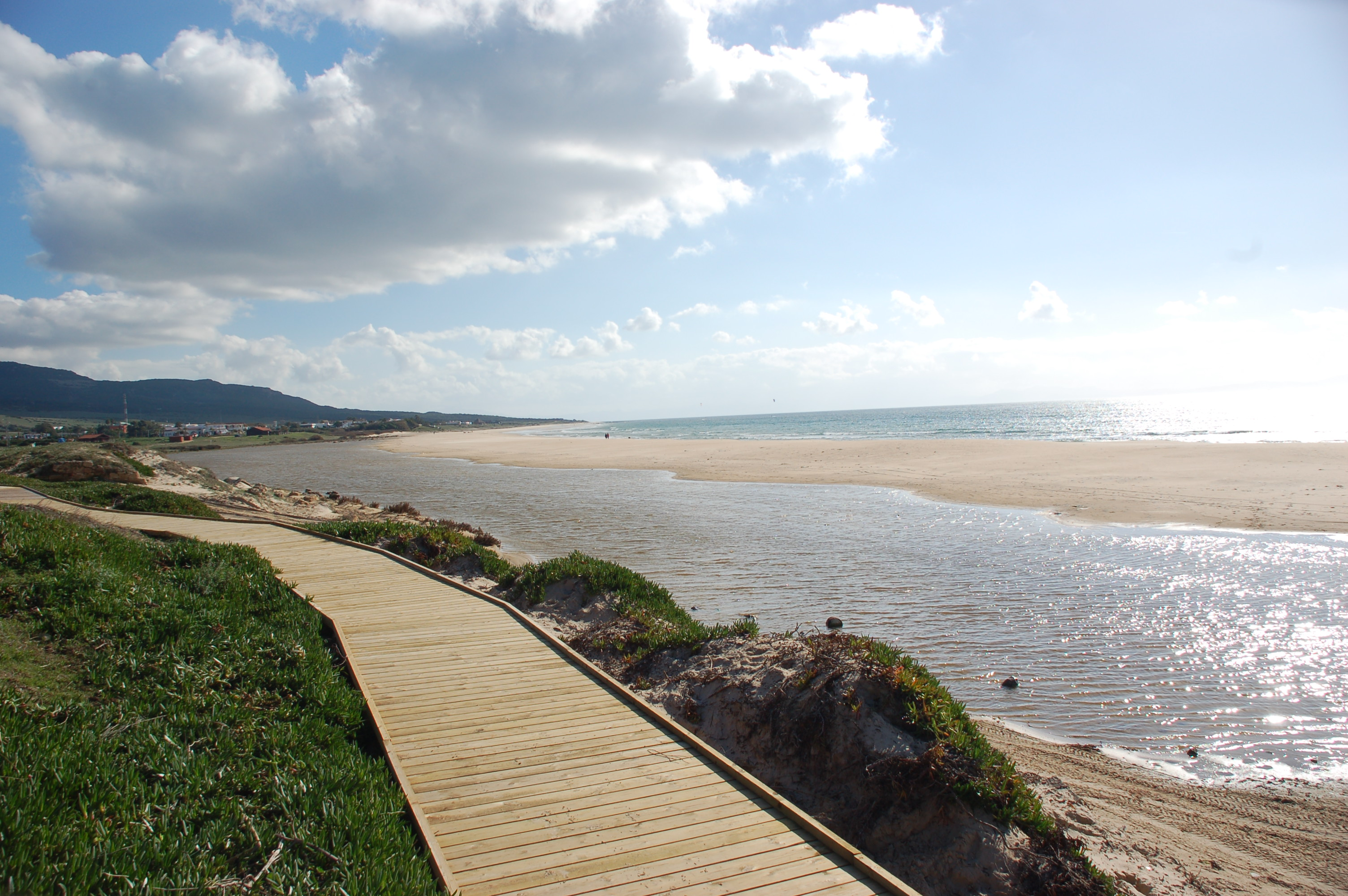
Playa de Bolonia

Reserva natural concertada
- Laguna de la Paja

Parques periurbanos
- Pinares y Dunas de San Antón
- La Suara
- La Barrosa

Monumentos naturales
- Corrales de Rota
- Duna de Bolonia
- Punta del Boquerón
- Tómbolo de Trafalgar
- Escarpes del Río Trejo en Setenil

## Organización territorial

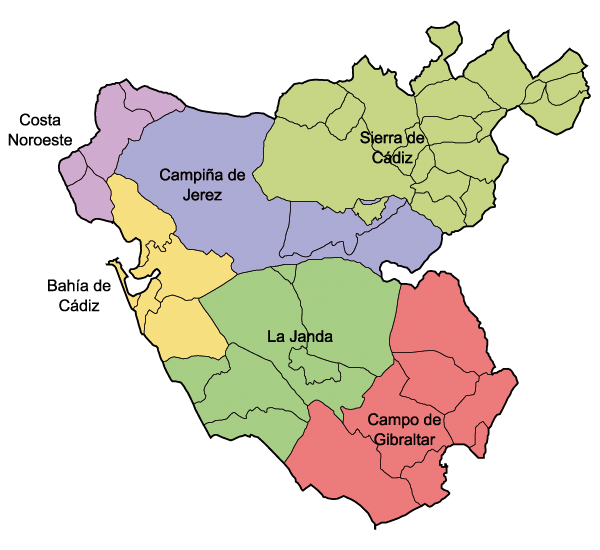
Mapa de las distintas comarcas que componen la provincia de Cádiz

### Comarcas
De acuerdo con el mapa comarcal elaborado por la Consejería de Turismo y Deporte de la Junta de Andalucía en marzo de 2003, en la provincia de Cádiz existen seis comarcas.
- La Bahía de Cádiz, donde se encuentra la capital de provincia, El Puerto de Santa María, Puerto Real, Chiclana de la Frontera y San Fernando.
- La Campiña de Jerez con ciudad más importante en Jerez de la Frontera, y donde se encuentra todas sus barriadas rurales, pedanías y la localidad vecina de San José del Valle
- La Costa Noroeste de Cádiz, con ciudad más importante en Sanlúcar de Barrameda, y que se extiende por todo el frente noroeste de la provincia.
- La Sierra de Cádiz, con centros urbanos como Arcos de la Frontera, Ubrique, Villamartín, Olvera y donde se encuentra la Sierra de Grazalema.
- La Janda, que ocupa el centro de la provincia interior y litoral, con centros en Medina Sidonia y Barbate.
- El Campo de Gibraltar, cuya ciudad más poblada es Algeciras y donde se encuentran otras ciudades importantes como La Línea de la Concepción, San Roque, Tarifa, o Los Barrios

- Véanse también los artículos dedicados al Marco de Jerez y a Cádiz y los Puertos

### Municipios
La provincia gaditana cuenta con un total de 45 municipios, que se agrupan en seis comarcas y 14 partidos judiciales. Estos municipios formaban parte de los antiguos reinos de Sevilla y de Granada, antes de que se produjera la actual división provincial de España.
El municipio más extenso es el de Jerez de la Frontera (1187,92 km²), que además es el más poblado con 212 801 habitantes (2021). Otros municipios extensos son Arcos de la Frontera (526,81 km²), Medina Sidonia (487,23 km²), Alcalá de los Gazules (479,07 km²), Tarifa (419,77 km²), y Los Barrios (330,47 km²). Mientras, el municipio de Cádiz capital es el menos extenso (12,3 km²), seguido de Paterna de Rivera (13,83 km²), Torre Alháquime (17,36 km²), Algar (26,61 km²), La Línea de la Concepción (26,67 km²) y El Gastor (27,54 km²).
Los municipios más poblados son Jerez de la Frontera, Algeciras, Cádiz, San Fernando, Chiclana de la Frontera y El Puerto de Santa María. Los menos habitados son Villaluenga del Rosario, Benaocaz y Torre Alháquime. Además, de multitud de núcleos rurales habitados, que contienen un importante patrimonio agrario-rural.

## Gobierno y administración provincial

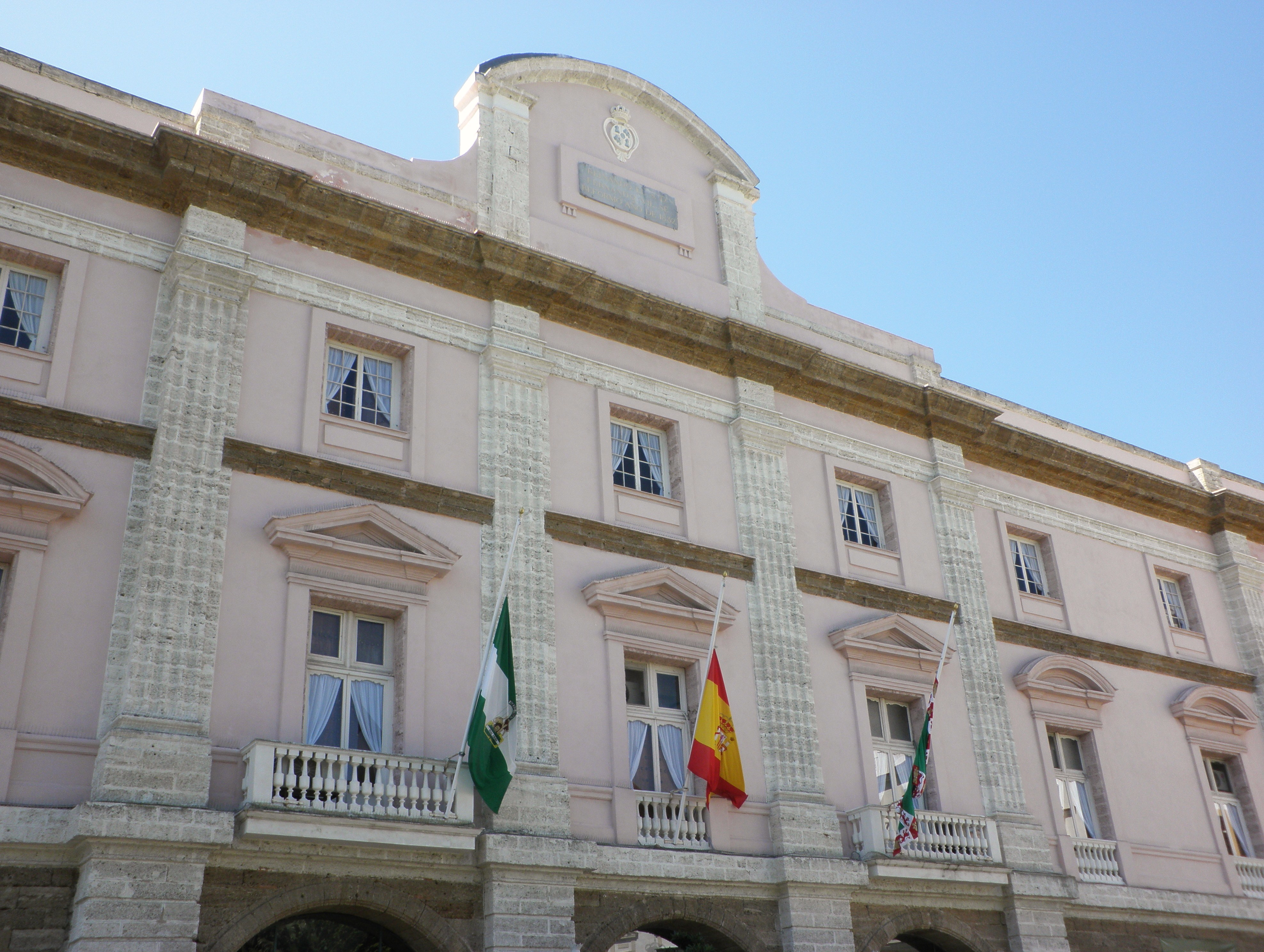
Diputación Provincial de Cádiz

Las provincias son Entidades Administrativas Regionales, inferiores a la comunidad autónoma, determinadas por la agrupación de municipios, con personalidad jurídica propia y plena capacidad para el cumplimiento de la garantía de los principios de solidaridad y equilibrio intermunicipales, en el marco de la política económica y social.
El Gobierno y la administración autónoma de la provincia tienen sede en la ciudad de Cádiz. En ella están ubicados los entes administrativos de ámbito provincial, tanto dependiente del gobierno autonómico como del Estado. Por parte de la Junta de Andalucía hay una delegación provincial de cada una de las consejerías de Gobierno, coordinadas por un Delegado de Gobierno dependiente de la Consejería de Gobernación de la Junta de Andalucía, por parte del Gobierno de España se ubica la Subdelegación del Gobierno en Cádiz dependiendo del Delegado del Gobierno en la comunidad autónoma.
Asimismo se ubica en la ciudad la sede de Diputación Provincial de Cádiz, con poco poder en la ciudad pero que gestiona, da apoyo técnico y organiza a diferentes niveles las competencias de los municipios de la provincia de Cádiz. Tiene su sede en el Palacio de la Aduana.
Está compuesta por treinta y un representantes de los cuarenta y cinco ayuntamientos que componen la provincia. Tras las elecciones de 2023 quedó configurado de la forma siguiente: catorce representantes del Partido Socialista Obrero Español, catorce del Partido Popular, dos representantes de La Línea 100x100 y un representante de Izquierda Unida.
Existe una tendencia descentralizadora respecto a políticas de gobierno y sedes de administraciones públicas y empresariales. Ejemplo de ello es la Audiencia Provincial, la Dirección General de Tráfico (en Cádiz y La Línea)—, la Institución Ferial de Cádiz con sede en Jerez, la Universidad de Cádiz (con campus en Cádiz, Puerto Real, Jerez y Algeciras), la diócesis de Cádiz y la de Jerez), tres sedes regionales de la televisión y radio autonómicas (Cádiz, Jerez y Algeciras), el aeropuerto internacional de la provincia se encuentra ubicado en Jerez, el mayor puerto de tráfico de mercancías en Algeciras y el mayor puerto de cruceros en Cádiz, etc.

## Población
| Municipios más poblados de la provincia de Cádiz (2023)                                                                                            | Municipios más poblados de la provincia de Cádiz (2023) | Municipios más poblados de la provincia de Cádiz (2023) | Municipios más poblados de la provincia de Cádiz (2023) | Municipios más poblados de la provincia de Cádiz (2023) |
| Jerez de la Frontera Algeciras Cádiz San Fernando El Puerto de Santa María Chiclana de la Frontera Sanlúcar de Barrameda La Línea de la Concepción | #                                                       | Municipio                                               | Comarca                                                 | Población                                               |
| --- | ------------------------------------------------------- | ------------------------------------------------------- | ------------------------------------------------------- | ------------------------------------------------------- |
| Jerez de la Frontera Algeciras Cádiz San Fernando El Puerto de Santa María Chiclana de la Frontera Sanlúcar de Barrameda La Línea de la Concepción | 1                                                       | Jerez de la Frontera                                    | Campiña de Jerez                                        | 213 231                                                 |
| Jerez de la Frontera Algeciras Cádiz San Fernando El Puerto de Santa María Chiclana de la Frontera Sanlúcar de Barrameda La Línea de la Concepción | 2                                                       | Algeciras                                               | Campo de Gibraltar                                      | 123 639                                                 |
| Jerez de la Frontera Algeciras Cádiz San Fernando El Puerto de Santa María Chiclana de la Frontera Sanlúcar de Barrameda La Línea de la Concepción | 3                                                       | Cádiz                                                   | Bahía de Cádiz                                          | 111 811                                                 |
| Jerez de la Frontera Algeciras Cádiz San Fernando El Puerto de Santa María Chiclana de la Frontera Sanlúcar de Barrameda La Línea de la Concepción | 4                                                       | San Fernando                                            | Bahía de Cádiz                                          | 93 927                                                  |
| Jerez de la Frontera Algeciras Cádiz San Fernando El Puerto de Santa María Chiclana de la Frontera Sanlúcar de Barrameda La Línea de la Concepción | 5                                                       | El Puerto de Santa María                                | Bahía de Cádiz                                          | 89 813                                                  |
| Jerez de la Frontera Algeciras Cádiz San Fernando El Puerto de Santa María Chiclana de la Frontera Sanlúcar de Barrameda La Línea de la Concepción | 6                                                       | Chiclana de la Frontera                                 | Bahía de Cádiz                                          | 88 709                                                  |
| Jerez de la Frontera Algeciras Cádiz San Fernando El Puerto de Santa María Chiclana de la Frontera Sanlúcar de Barrameda La Línea de la Concepción | 7                                                       | Sanlúcar de Barrameda                                   | Costa Noroeste                                          | 69 805                                                  |
| Jerez de la Frontera Algeciras Cádiz San Fernando El Puerto de Santa María Chiclana de la Frontera Sanlúcar de Barrameda La Línea de la Concepción | 8                                                       | La Línea de la Concepción                               | Campo de Gibraltar                                      | 63 773                                                  |
| Jerez de la Frontera Algeciras Cádiz San Fernando El Puerto de Santa María Chiclana de la Frontera Sanlúcar de Barrameda La Línea de la Concepción | 9                                                       | Puerto Real                                             | Bahía de Cádiz                                          | 42 069                                                  |
| Jerez de la Frontera Algeciras Cádiz San Fernando El Puerto de Santa María Chiclana de la Frontera Sanlúcar de Barrameda La Línea de la Concepción | 10                                                      | San Roque                                               | Campo de Gibraltar                                      | 33 646                                                  |
| Jerez de la Frontera Algeciras Cádiz San Fernando El Puerto de Santa María Chiclana de la Frontera Sanlúcar de Barrameda La Línea de la Concepción | 11                                                      | Arcos de la Frontera                                    | Sierra de Cádiz                                         | 30 953                                                  |
| Jerez de la Frontera Algeciras Cádiz San Fernando El Puerto de Santa María Chiclana de la Frontera Sanlúcar de Barrameda La Línea de la Concepción | 12                                                      | Rota                                                    | Costa Noroeste                                          | 29 675                                                  |
| Jerez de la Frontera Algeciras Cádiz San Fernando El Puerto de Santa María Chiclana de la Frontera Sanlúcar de Barrameda La Línea de la Concepción | 13                                                      | Los Barrios                                             | Campo de Gibraltar                                      | 24 219                                                  |
| Jerez de la Frontera Algeciras Cádiz San Fernando El Puerto de Santa María Chiclana de la Frontera Sanlúcar de Barrameda La Línea de la Concepción | 14                                                      | Conil de la Frontera                                    | La Janda                                                | 23 361                                                  |
| Jerez de la Frontera Algeciras Cádiz San Fernando El Puerto de Santa María Chiclana de la Frontera Sanlúcar de Barrameda La Línea de la Concepción | 15                                                      | Barbate                                                 | La Janda                                                | 22 811                                                  |
| Jerez de la Frontera Algeciras Cádiz San Fernando El Puerto de Santa María Chiclana de la Frontera Sanlúcar de Barrameda La Línea de la Concepción | 16                                                      | Chipiona                                                | Costa Noroeste                                          | 19 649                                                  |
| Jerez de la Frontera Algeciras Cádiz San Fernando El Puerto de Santa María Chiclana de la Frontera Sanlúcar de Barrameda La Línea de la Concepción | 17                                                      | Tarifa                                                  | Campo de Gibraltar                                      | 18 621                                                  |
| Jerez de la Frontera Algeciras Cádiz San Fernando El Puerto de Santa María Chiclana de la Frontera Sanlúcar de Barrameda La Línea de la Concepción | 18                                                      | Ubrique                                                 | Sierra de Cádiz                                         | 16 363                                                  |
| Jerez de la Frontera Algeciras Cádiz San Fernando El Puerto de Santa María Chiclana de la Frontera Sanlúcar de Barrameda La Línea de la Concepción | 19                                                      | Vejer de la Frontera                                    | La Janda                                                | 12 864                                                  |
| Jerez de la Frontera Algeciras Cádiz San Fernando El Puerto de Santa María Chiclana de la Frontera Sanlúcar de Barrameda La Línea de la Concepción | 20                                                      | Villamartín                                             | Sierra de Cádiz                                         | 12 165                                                  |
| Jerez de la Frontera Algeciras Cádiz San Fernando El Puerto de Santa María Chiclana de la Frontera Sanlúcar de Barrameda La Línea de la Concepción | Padrón de habitantes 2023                               |                                                         |                                                         |                                                         |

| Gráfica de evolución demográfica de la provincia de Cádiz entre 1900 y 2023       |
|                                                                                   |
| Fuente: Instituto Nacional de Estadística de España Datos en miles de habitantes. |

#### Áreas metropolitanas
| Municipio                | Población (2023) | Extensión (km²) |
| ------------------------ | ---------------- | --------------- |
| Jerez de la Frontera     | 213 231          | 1188,14         |
| Cádiz                    | 111 811          | 14,2            |
| San Fernando             | 93 927           | 35,2            |
| El Puerto de Santa María | 89 813           | 159,4           |
| Chiclana de la Frontera  | 88 709           | 205,3           |
| Puerto Real              | 42 069           | 197,6           |
| TOTAL                    | 639 560          | 1.799,84        |

| Municipio                 | Población (2023) | Extensión (km²) |
| ------------------------- | ---------------- | --------------- |
| Algeciras                 | 123 639          | 86,00           |
| La Línea de la Concepción | 63 773           | 19,27           |
| San Roque                 | 33 646           | 146,88          |
| Los Barrios               | 24 219           | 331,33          |
| Tarifa                    | 18 621           | 419,67          |
| Jimena de la Frontera     | 6 675            | 345,66          |
| Castellar de la Frontera  | 3 020            | 178,84          |
| San Martín del Tesorillo  | 2 742            | 48,57           |
| TOTAL                     | 276 335          | 1.576,22        |

La provincia de Cádiz es la 49.ª (penúltima) de España en que existe un menor porcentaje de habitantes concentrados en su capital (9,07 %).
La ciudad de Cádiz es la única capital de provincia en España que es superada en población por dos municipios de su misma provincia: Jerez de la Frontera y Algeciras.

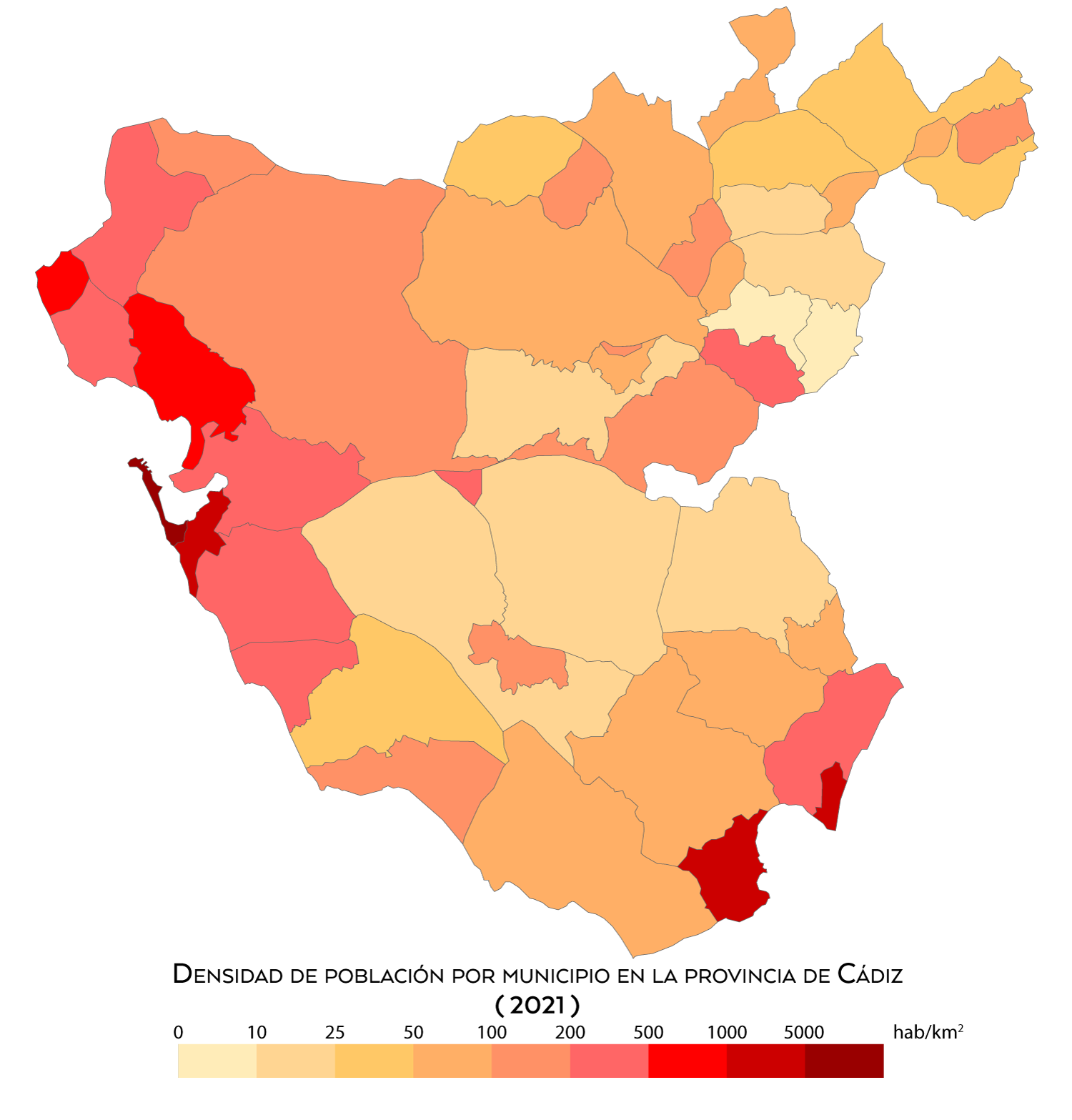
Mapa de densidad de población por municipios de la provincia de Cádiz
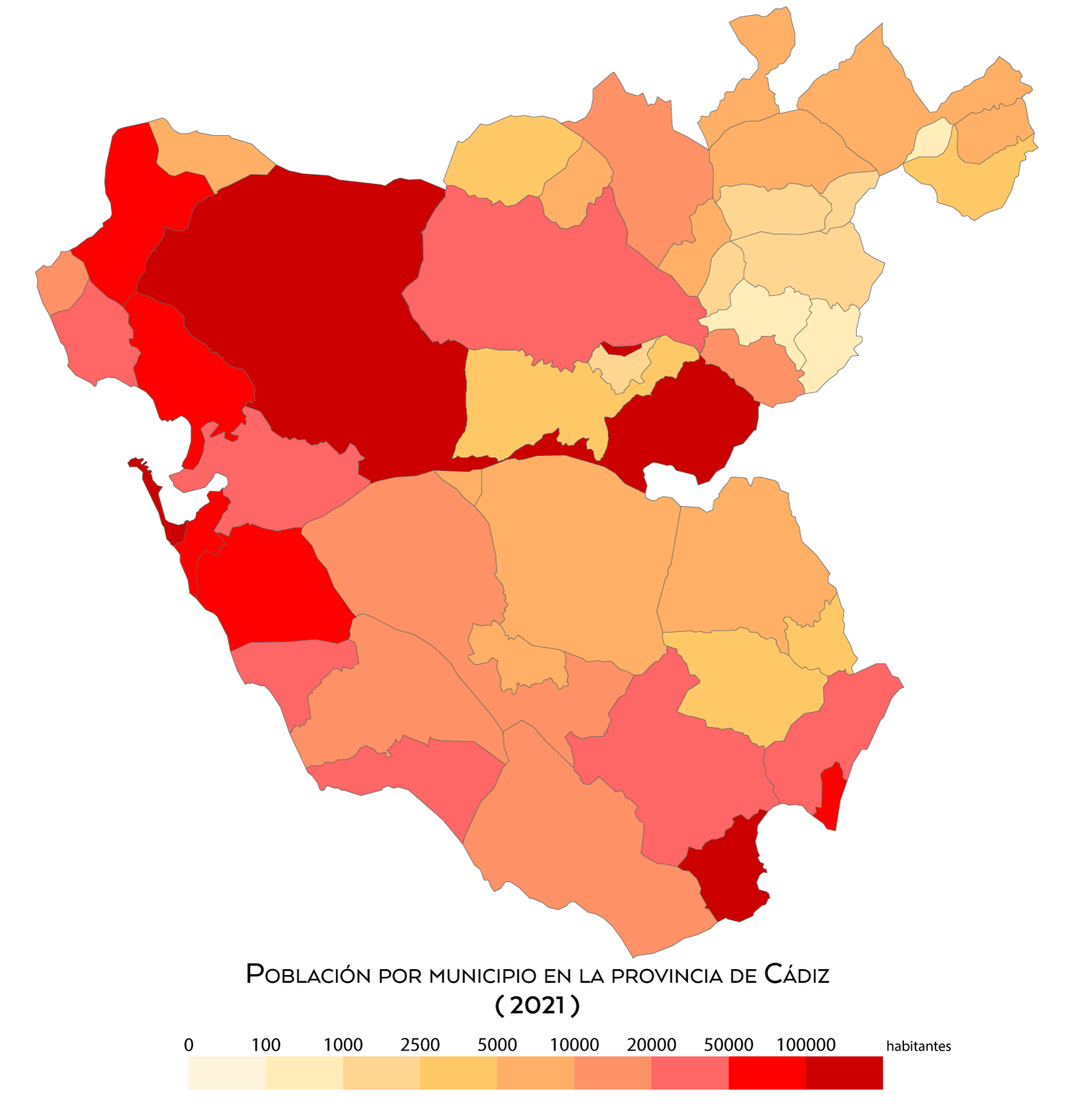
Mapa de población por municipios de la provincia de Cádiz
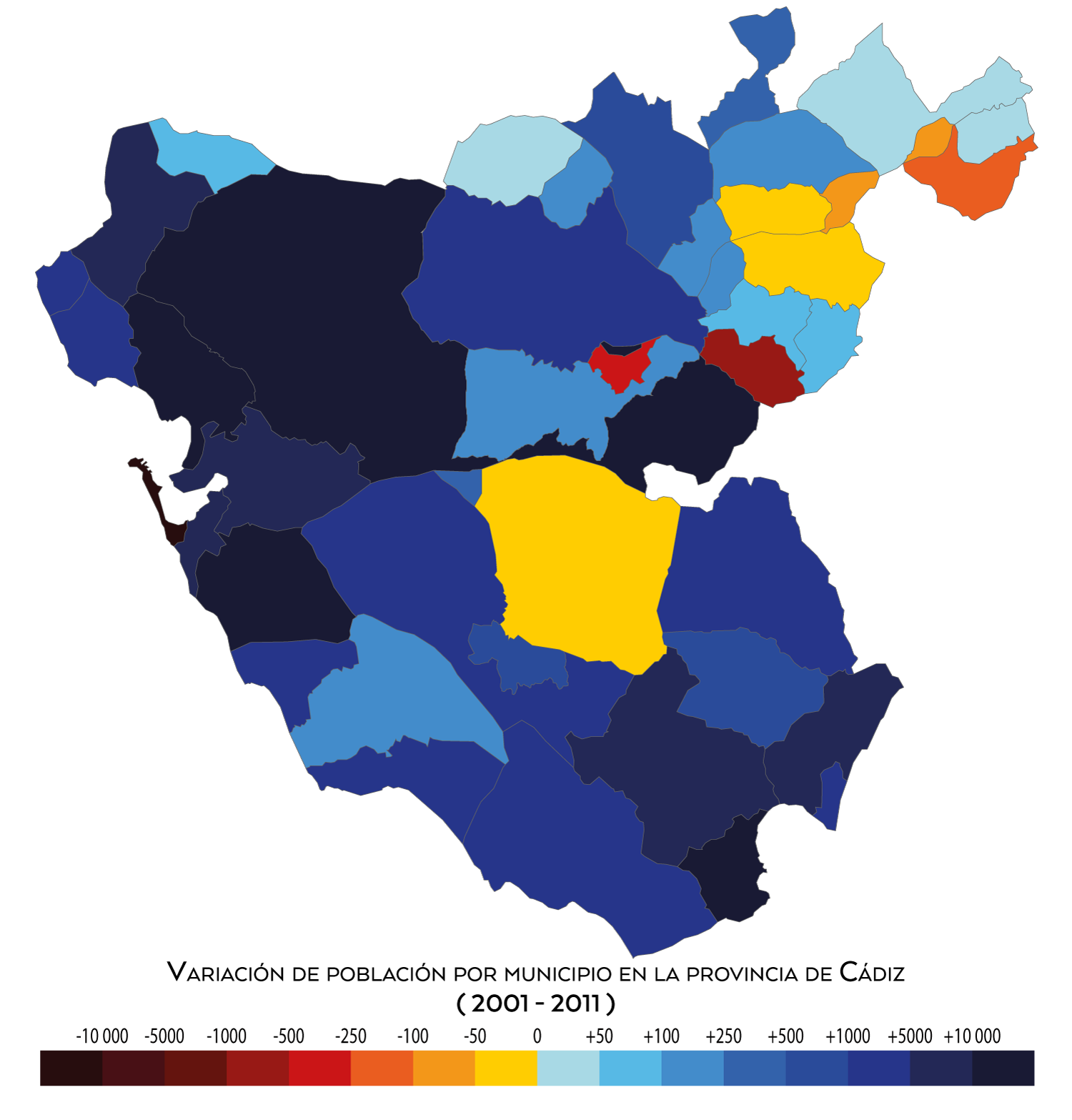
Crecimiento de la población por municipio entre 2001 y 2011
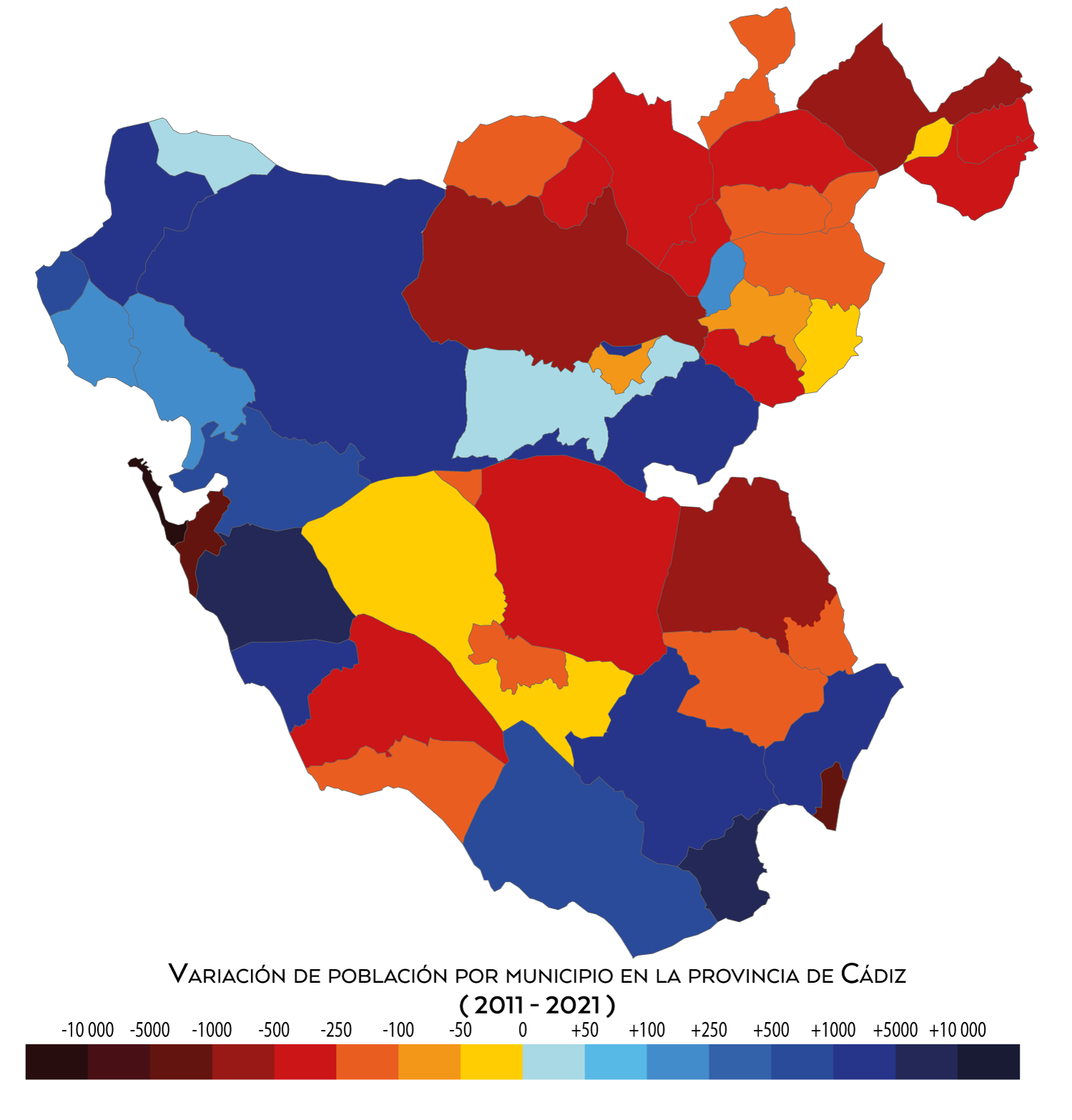
Crecimiento de la población por municipio entre 2011 y 2021
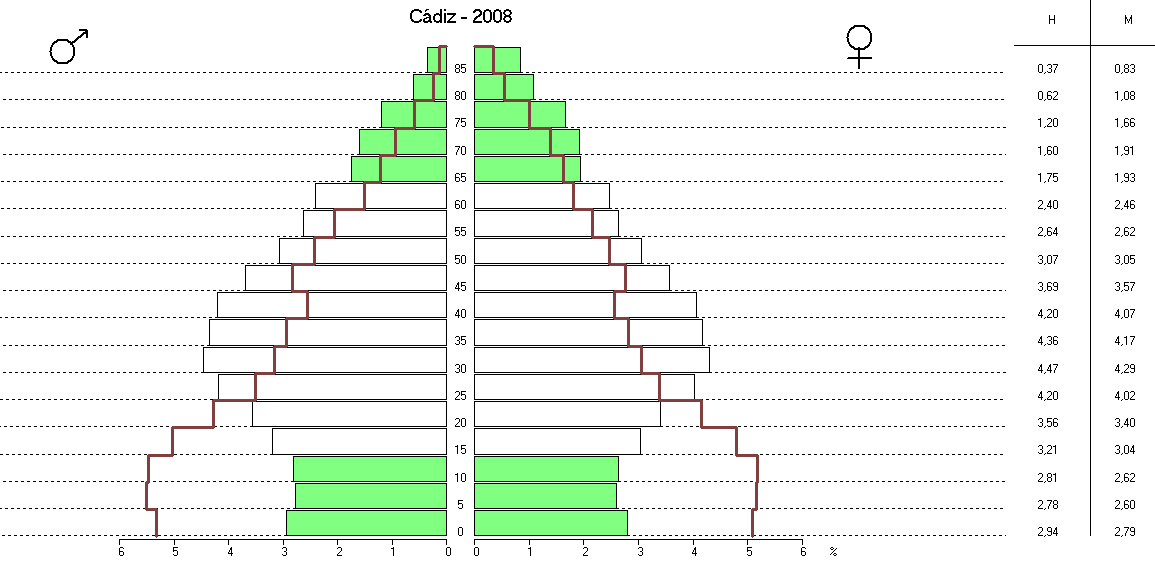
Pirámide de población de la provincia de Cádiz en el año 2008, comparada con 1981 (en rojo)
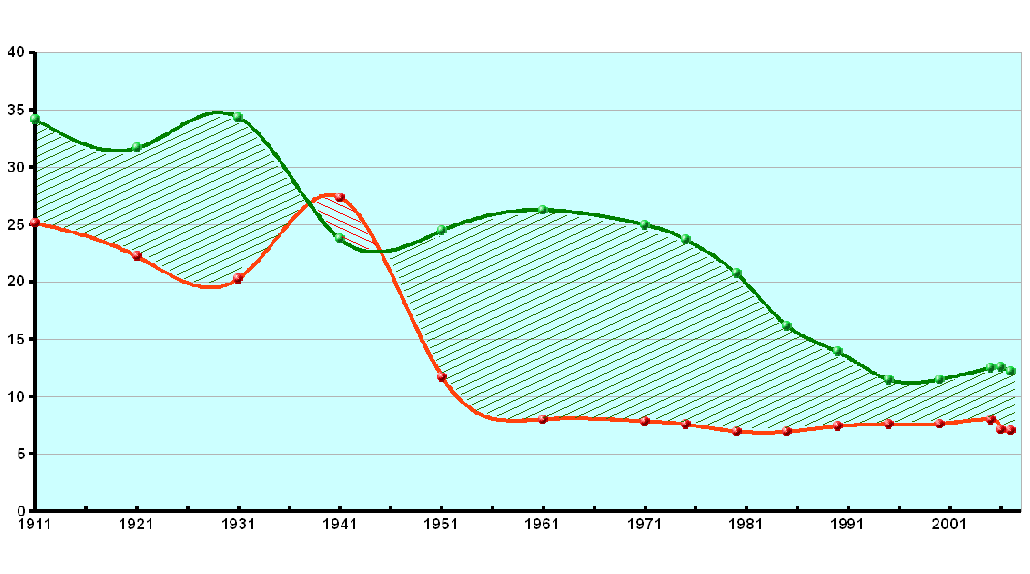
Evolución del crecimiento vegetativo (natalidad - mortalidad) en ‰ en la provincia de Cádiz

### Inmigración

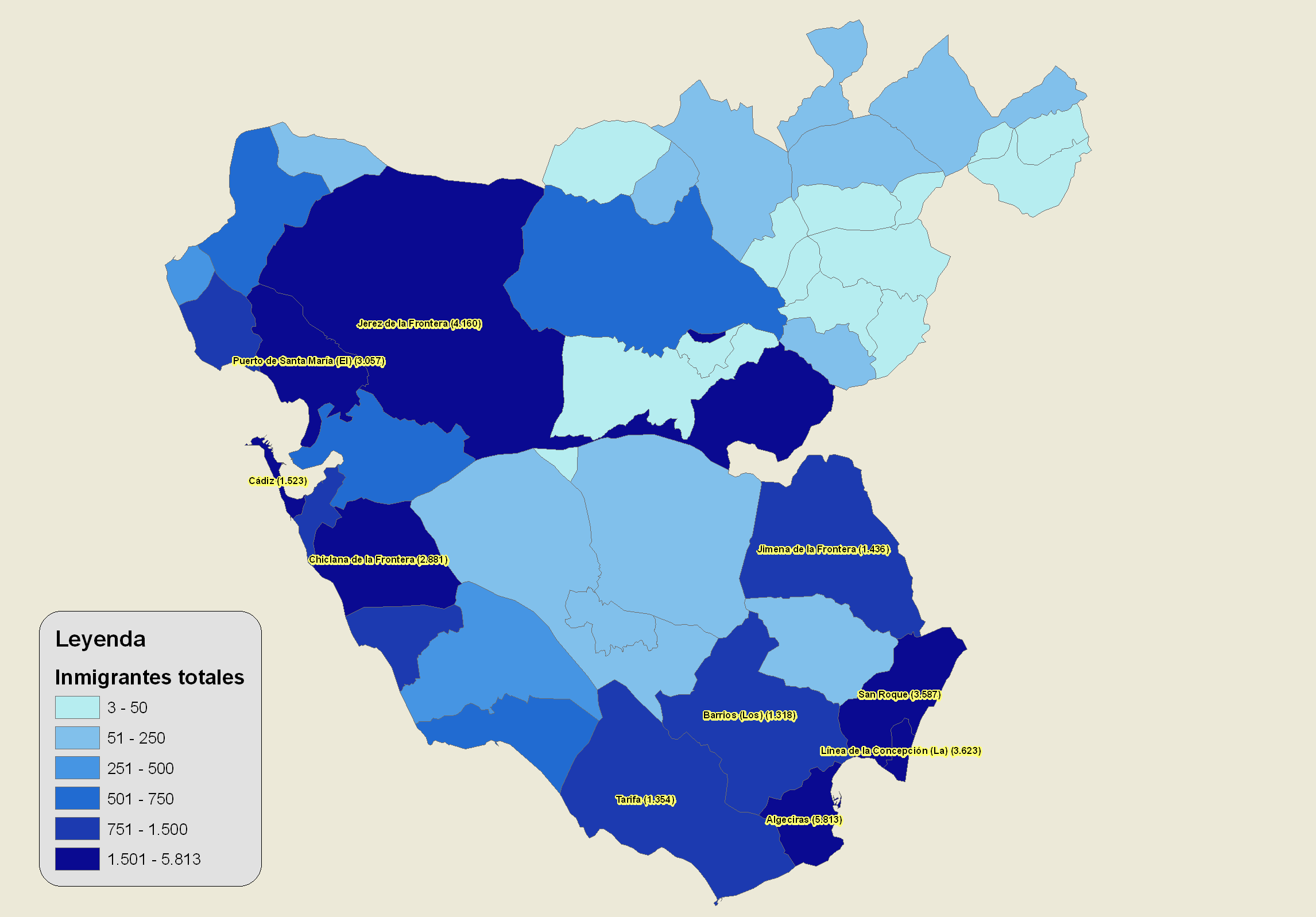
Mapa municipal de inmigrantes en la provincia de Cádiz en 2007

| País/Zona     | Hombres | Mujeres | Total  | % Total Ext. And. | % Total And. | % Pob. |
| ------------- | ------- | ------- | ------ | ----------------- | ------------ | ------ |
| Unión Europea | 10 924  | 9 580   | 20 504 | 48,05%            | 6,67%        | 1,68%  |
| Alemania      | 1 304   | 1 287   | 2 591  | 6,07%             | 10,76%       | 0,21%  |
| Bulgaria      | 130     | 94      | 224    | 0,52%             | 2,18%        | 0,02%  |
| Francia       | 774     | 794     | 1 568  | 3,67%             | 11,39%       | 0,13%  |
| Italia        | 950     | 617     | 1 567  | 3,67%             | 9,09%        | 0,13%  |
| Reino Unido   | 4 187   | 3 652   | 7 839  | 18,37%            | 7,88%        | 0,64%  |
| Rumania       | 1 442   | 1 377   | 2 819  | 6,61%             | 3,56%        | 0,23%  |
| EUROPA NO UE  | 481     | 677     | 1 158  | 2,71%             | 4,15%        | 0,09%  |
| Rusia         | 70      | 181     | 251    | 0,59%             | 2,89%        | 0,02%  |
| Ucrania       | 115     | 245     | 360    | 0,84%             | 3,45%        | 0,03%  |
| ÁFRICA        | 4 418   | 3 046   | 7 464  | 17,49%            | 6,20%        | 0,61%  |
| Marruecos     | 3 659   | 2 668   | 6 327  | 14,83%            | 6,82%        | 0,52%  |
| AMÉRICA       | 5 225   | 6 948   | 12 173 | 28,53%            | 8,61%        | 1,00%  |
| Argentina     | 729     | 651     | 1 380  | 3,23%             | 5,40%        | 0,11%  |
| Bolivia       | 1 409   | 2 158   | 3 567  | 8,36%             | 16,16%       | 0,29%  |
| Colombia      | 486     | 925     | 1 411  | 3,31%             | 6,77%        | 0,12%  |
| Ecuador       | 311     | 370     | 681    | 1,60%             | 2,98%        | 0,06%  |
| Perú          | 191     | 244     | 435    | 1,02%             | 9,60%        | 0,04%  |
| ASIA          | 727     | 609     | 1 336  | 3,13%             | 7,26%        | 0,11%  |
| China         | 492     | 401     | 893    | 2,09%             | 8,68%        | 0,07%  |
| OTROS         | 17      | 22      | 39     | 0,09%             | 12,11%       | 0%     |
| TOTAL         | 21 792  | 20 882  | 42 674 | 100%              | 6,93%        | 3,50%  |

## Infraestructuras y equipamientos

### Transportes y comunicaciones

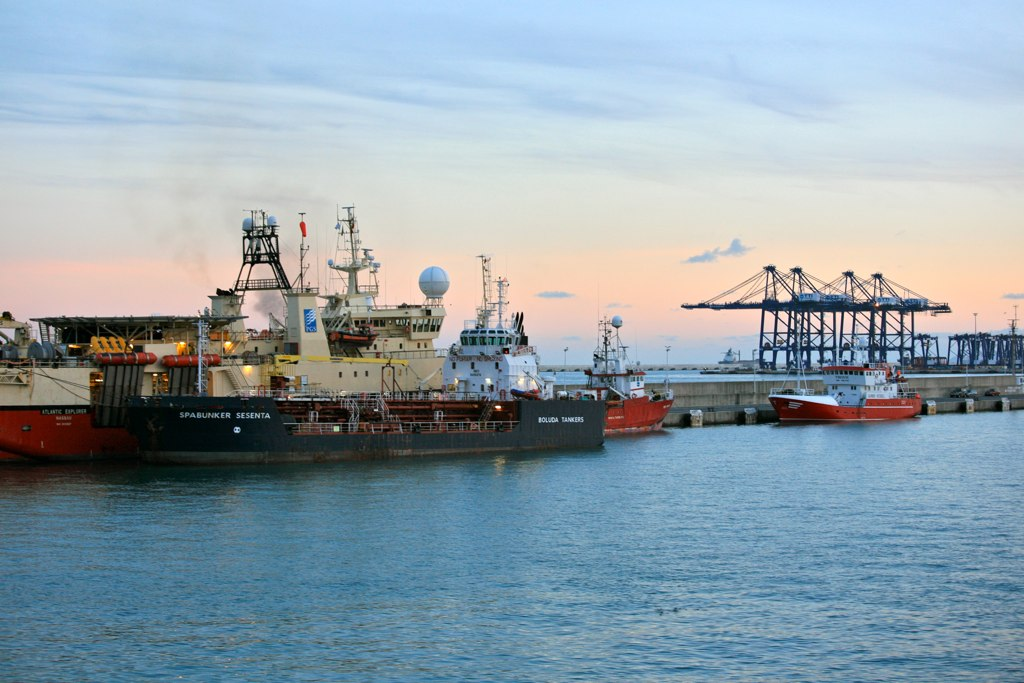
Puerto de Algeciras

#### Carreteras
Principales carreteras de entrada y salida de la provincia:
- Autopista del Sur (AP-4/E-5) desde Sevilla. Desde el 1 de enero de 2020 se encuentra totalmente libre de peaje, liberación que se inició en octubre de 2005 para el tramo entre Jerez y Cádiz. Como alternativa a la autopista se puede utilizar la N-IV, conocida como Nacional IV.

- Autovía del Mediterráneo (AP-7). Enlaza Algeciras con el resto de ciudades del litoral mediterráneo, finalizando en Barcelona.

Principales carreteras interiores:
- Autovía Jerez-Los Barrios (A-381), la más moderna autovía de la provincia, se diseñó para provocar el menor impacto posible al parque de los Alcornocales, el cual atraviesa. Une el Campo de Gibraltar con Jerez de la Frontera.

- Carretera N-340, esta carretera une las poblaciones del litoral gaditano (junto al tramo ya terminado de la A-48, comenzando en San Fernando y hasta llegar a Algeciras, donde enlaza con la A-7 o autovía del Mediterráneo. Esta carretera progresivamente está siendo convertida en autovía y pasará a ser la A-48 en toda su extensión.

- Autovía Chipiona-Jerez (A-480), autovía que conecta la Costa Noroeste de la provincia (Chipiona y Sanlúcar, fundamentalmente) con Jerez de la Frontera.

- Autovía Jerez-Arcos de la Frontera (A-382), principal vía de comunicación de la Sierra de Cádiz con Jerez y el resto de la provincia.[35]

- Autovía Chipiona-El Puerto de Santa María, que conecta el municipio de Chipiona con Rota, donde después de bordear la base naval de Rota y el término municipal, se convierte en una autovía que bordea El Puerto de Santa María y conecta con la AP4/E-5

- Carretera que conecta San Fernando con Cádiz, que conecta las dos localidades de la Bahía de Cádiz por la playa de Cortadura.

- Autopista de Acceso al Centro de Cádiz, une la CA-36, CA-37 y la E-5 con la Avenida de Huelva y la Avenida de los astilleros por medio del puente de la Constitución de 1812, conocido como "Puente de la Pepa"

- Autopista de Acceso al Sur de Cádiz, une la CA-35, CA-37 y la E-5 con la Avenida Periodista Beatriz Cienfuegos al Sur de la Península de Cádiz.

- Autopista de Unión de El Puerto de Santa María-Puerto Real Une la A-491 con la E-5 entre El Puerto de Santa María y Puerto de Santa María.

- Autopista Cádiz-Algeciras Une la E-5 y la AP-7 por la costa de la provincia.

#### Aeropuertos

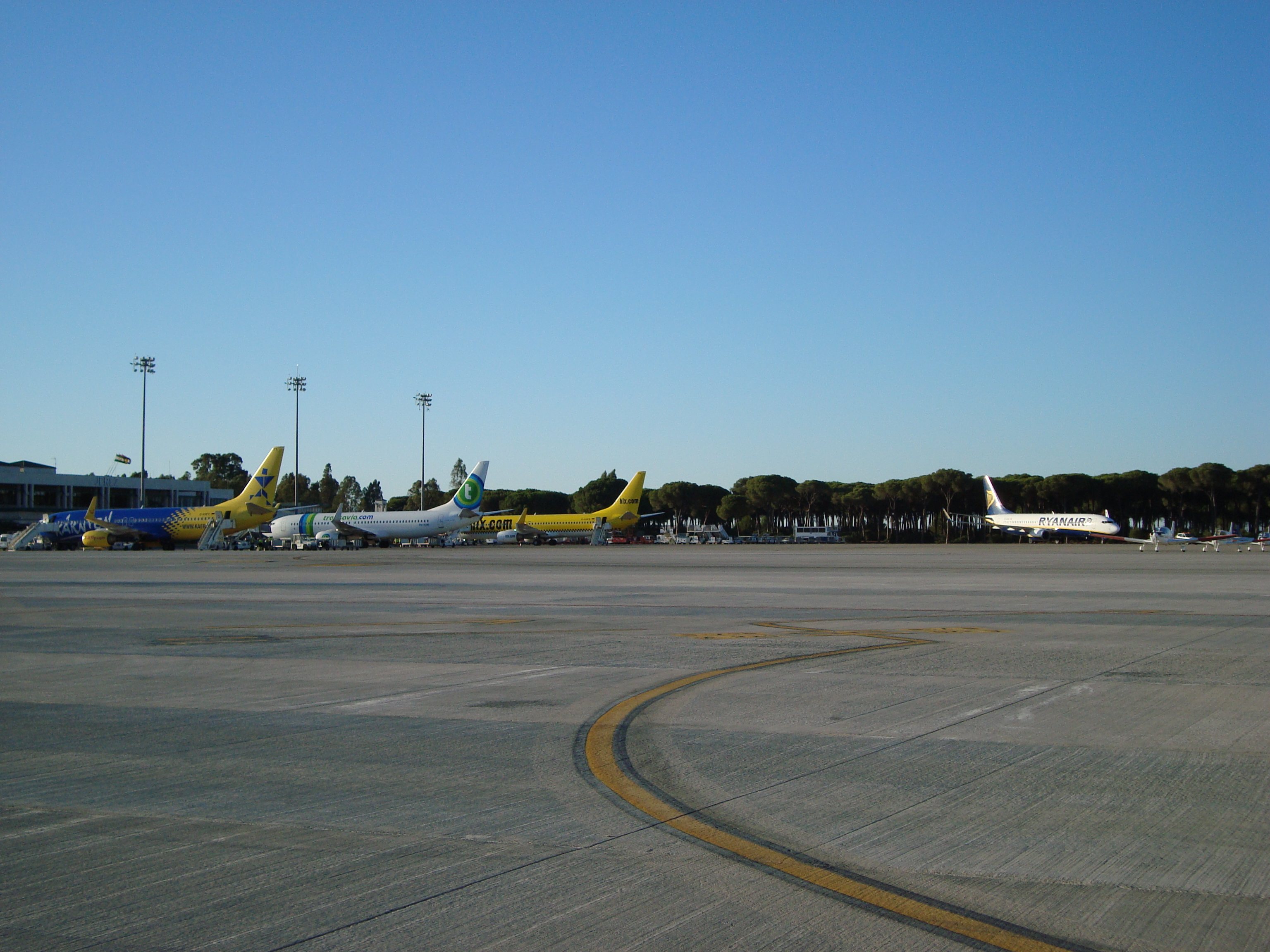
Terminal del aeropuerto de Jerez, principal conexión aérea

El Aeropuerto Internacional de Jerez, es el único aeropuerto civil de la provincia, que conecta la ciudad con otras ciudades de España y Europa. El helipuerto de Algeciras ofrece vuelos de helicópteros con destino a la ciudad autónoma de Ceuta.
También existe un aeropuerto militar, dentro de la Base Naval de Rota de soberanía española y uso compartido con los Estados Unidos y varios pequeños aeródromos repartidos por la provincia.
De forma alternativa, la población del Campo de Gibraltar puede usar el Aeropuerto de Gibraltar para volar a Madrid, Londres y otras ciudades de Europa.

#### Ferrocarriles
- Línea de ferrocarril Madrid-Cádiz.

En esta línea discurren cercanías, regionales y trenes de largo recorrido. El Cercanías tiene diversas paradas en los términos municipales de Cádiz, San Fernando, Puerto Real, El Puerto de Santa María y Jerez de la Frontera. Además transcurre un regional que enlaza la provincia de Cádiz con la de Sevilla, tiene paradas en Cádiz, San Fernando, Puerto Real, El Puerto de Santa María, Jerez de la Frontera, Las Cabezas de San Juan, Utrera, Dos Hermanas, y Sevilla. También transcurren trenes de largo recorrido hacia Madrid, Barcelona, etc. En la actualidad esta vía está siendo desdoblada y convertida al ancho de vía europeo[cita requerida], dentro del proyecto de tren de alta velocidad Sevilla-Cádiz.
También se tiene en conexión con Jaén por la misma línea que conecta la ciudad de Cádiz son Jaén, en un tren AVANT, que es la gama situada justamente inferior al AVE. Tiene como estaciones (después de Sevilla) ciudades tan importantes como Córdoba, Andújar o Jaén.
- Línea de ferrocarril Algeciras-La Bobadilla.

Transcurre un tren regional con paradas en las varias localidades del Campo de Gibraltar, provincia de Málaga y Granada, así como en la localidad serrana de Setenil de las Bodegas. En esta línea, el trayecto Algeciras Bobadilla resalta por su belleza paisajística, aunque es una vía muy anticuada y lenta.

#### Puertos
- Puerto de Algeciras. Es el mayor puerto de España por cantidad de mercancías y pasaje transportados. Se ha convertido en unos de los principales puertos de contenedores de Europa. En España, tan solo pueden competir con él los puertos de Barcelona (al que casi duplica en número de toneladas transportadas por año) y Valencia en número de operaciones. Es una de las principales vías de comunicación con África, principalmente con Ceuta y Tánger.

- Puerto de la Bahía de Cádiz. Ha perdido su casi toda importancia como puerto mercante en favor del de Algeciras. Aun así es en los últimos años un importante punto de parada de cruceros y transatlánticos, además une la península con Islas Canarias por ferry.

- Puerto de Tarifa. Antiguo puerto pesquero en declive con importante actividad de embarcaciones de recreo, destaca por sus conexiones por ferry con Ceuta y Tánger.

La provincia de Cádiz tiene numerosos pequeños puertos, como Conil o Barbate, que en su día tuvieron una importantísima actividad pesquera y que en la actualidad se están reconvirtiendo en puertos deportivos y de recreo. Además existen numerosas infraestructuras construidas para embarcaciones de recreo, como Sotogrande que son muy importantes para el turismo de la provincia.

### Educación
En Cádiz existen más de 500 colegios. Concretamente se encuentran registrados 473 colegios públicos, 89 concertados y 8 privados. El listado completo ha sido extraído del listado de Colegios de Cádiz.

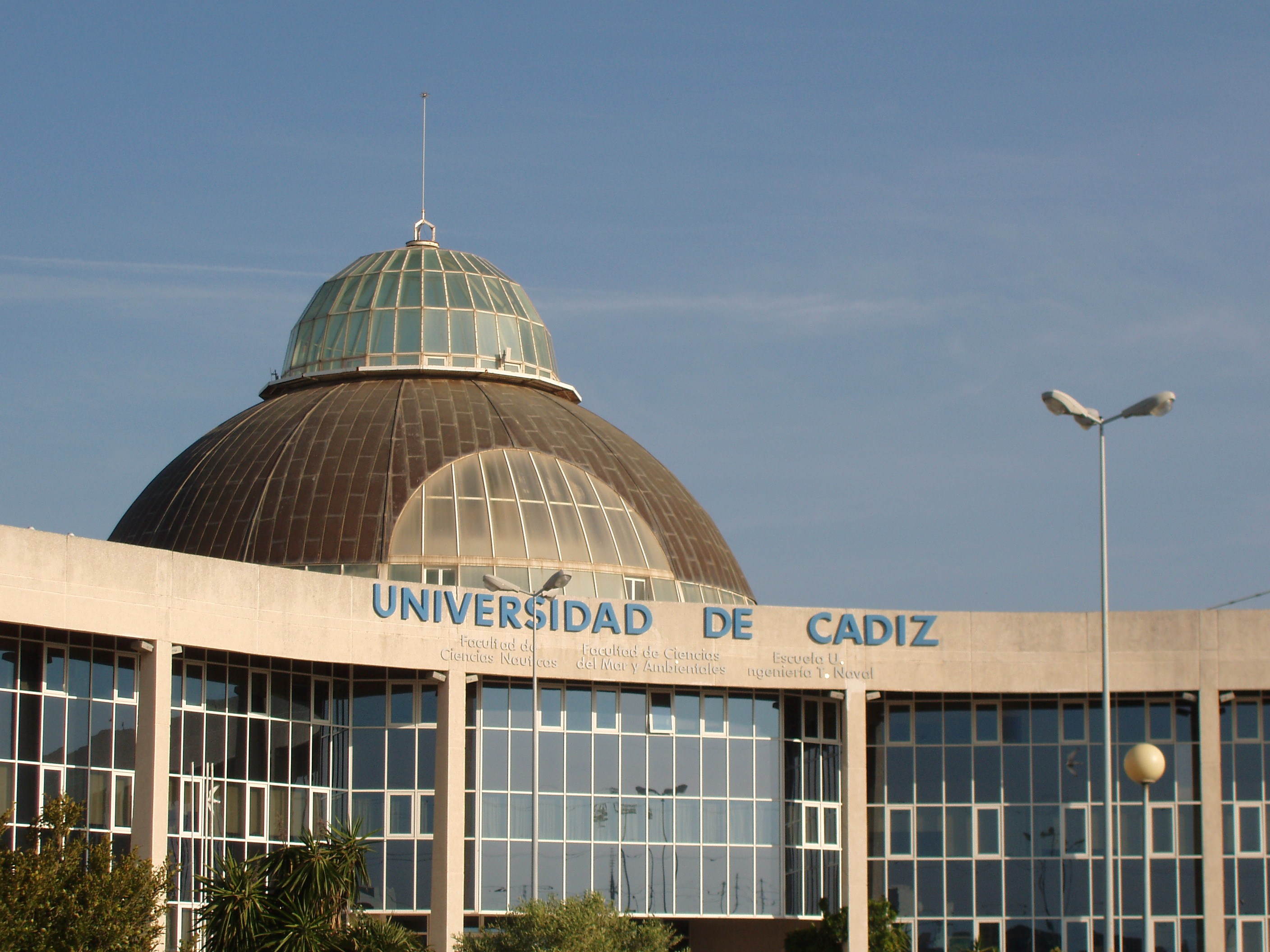
Centro Andaluz Superior de Estudios Marinos, en el Campus de Puerto Real

La Universidad de Cádiz es la universidad pública de la provincia de Cádiz, en la que estudiaron 18 694 alumnos y trabajan 1504 profesores (PDI) y 757 profesionales de administración y servicios (PAS), según los datos del curso 2015-16.
Fue fundada el 30 de octubre de 1979. No obstante, muchos de los centros que se integraron en ella ya existían anteriormente, tanto como escuelas independientes como pertenecientes a otras universidades, como la E.U. de Estudios Empresariales y Administración Pública de Jerez integrada a la Universidad de Sevilla en 1972 o el colegio de Jesuitas en la Universidad Literaria de Sevilla en 1785.
Entre sus aspectos peculiares podemos destacar la especialización que tiene la Universidad en las disciplinas de Ciencias del Mar, Ciencias Náuticas e ingenierías navales. Todas ellas se imparten en el Centro Andaluz Superior de Estudios Marinos (CASEM), en el Campus de Puerto Real. También fue una de las primeras universidad españolas en tener una Oficina de Software Libre.
El Consejo Social de la UCA busca integrar la Universidad con la sociedad en la que tiene su origen y fin, procurando mantener a ambas unidas, en una permanente interacción.
El Consejo Social se configura como el máximo órgano de representación de la sociedad en la Universidad y ejerce las funciones que se le atribuyen en la Ley orgánica 6/2001, de 21 de diciembre, de Universidades, en la Ley 15/2003, de 22 de diciembre, Andaluza de Universidades, y en los propios Estatutos de la Universidad de Cádiz (Decreto 281/2003, de 7 de octubre, BOJA núm. 207, de 28 de octubre BOE 279/2003, de 21 de noviembre).
El Consejo Social está concebido para que, a través de la participación social, la Universidad tenga presente la problemática real de su entorno, en el que desarrolla su misión docente e investigadora. Y a su vez, para que el entorno socioeconómico se aperciba de las necesidades de su universidad y de las potencialidades de desarrollo y progreso que ésta le ofrece.
De este permanente y recíproco conocimiento se busca que derive tanto la evidencia de aportar a la Universidad los recursos precisos para el mejor desarrollo de su vida académica e investigadora, como el encauzamiento de la tarea universitaria hacia la búsqueda de soluciones para los problemas de la sociedad, y la utilización de cuantos logros se deriven de la actividad universitaria, en beneficio de todos.
Las tareas que el Consejo Social tiene encomendadas son de forma genérica: la aprobación del presupuesto general, la Programación Plurianual de Inversiones, la supervisión de las actividades de carácter económico y del rendimiento de los servicios de la Universidad, y toda la promoción para la mejor colaboración con la sociedad que la rodea.
A través de la FUECA tiene un Centro Superior de Lenguas Modernas de la UCA en el que ofrece estudios de inglés, francés, italiano, alemán, árabe, portugués, ruso y español para extranjeros.
La Universidad de Cádiz en un esfuerzo por la integración de todos los componentes de la Comunidad Universitaria también acoge a las Asociaciones que espontáneamente se generan en su seno, pueden consultarse en Asociaciones UCA, destacando la labor que desde 2005 desarrolla la asociación cultural de la Universidad: ÁLACE
La Universidad tiene sus centros repartidos en cuatro campus:
- Campus Bahía de Algeciras
- Campus de Cádiz
- Campus de Jerez de la Frontera
- Campus de Puerto Real

## Economía

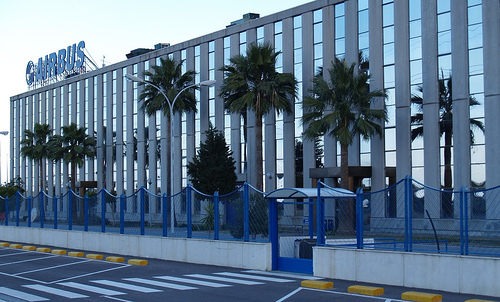
Factoría de Airbus en Puerto Real

Dentro del sector primario existen diversas producciones agrícolas (destacando los viñedos de la Campiña de Jerez y los olivares de la Sierra de Cádiz) y ganaderas, numerosos puertos pesqueros (almadraba) y producción de productos alimenticios: sal, derivados del cerdo, productos lácteos, salazones como la mojama, conservas, chacinas, etc.
Existen instalaciones industriales de construcción naval (Navantia), aeronáutica (Airbus, CASA), petroquímica (Cepsa, CLH), energética (Endesa) y metalurgia (Acerinox).
También son importantes para la economía los puertos de Algeciras y Cádiz.
Una importante fuente de ingresos de la provincia es el turismo en sus diversas formas: playas, cultura, golf, deportes de viento, cruceros. Los turistas son principalmente de nacionalidad española, seguidos de británicos y alemanes.
La distribución económica por sectores es (INE 2018):
| Sector | Actividades principales                          | % PIB   |
| ------ | ------------------------------------------------ | ------- |
| 1.º    | Agricultura, ganadería y pesca.                  | 3,29 %  |
| 2.º    | Industria (energía, industria y construcción)    | 21,28 % |
| 3.º    | Servicios (turismo, hostelería y admin. pública) | 75,42 % |

La provincia posee una tasa de desempleo del 22,09% (Encuesta de Población Activa para el segundo trimestre de 2023, INE 2023), la segunda más alta del país. La tasa de paro registrado en junio de 2023 de las tres ciudades más pobladas es de 26,30% para Jerez de la Frontera, de un 25,81% para Algeciras y de un 22,66% para Cádiz.
El siguiente cuadro refleja una lista de indicadores representativos municipales, reflejando los datos económicos más relevantes:
| Municipio                 | Población 2024 | Renta media bruta 2022 | N.º de parados (mayo de 2024) | Tasa de paro (mayo de 2024) | Tasa de actividad (2022) | Turistas (junio 2023) | Establecimientos con actividad económica (2022) | Plazas Hoteleras (2023) | Transacciones inmobiliarias (3.ºT 2024) | Matriculaciones de vehículos (marzo 2024) |
| ------------------------- | -------------- | ---------------------- | ----------------------------- | --------------------------- | ------------------------ | --------------------- | ----------------------------------------------- | ----------------------- | --------------------------------------- | ----------------------------------------- |
| Jerez de la Frontera      | 213 688        | 26 096                 | 23 350                        | 25,10 %                     | 56,16 %                  | 90 367                | 14 558                                          | 3688                    | 729                                     | 580                                       |
| Algeciras                 | 124 978        | 29 253                 | 13 764                        | 25,79 %                     | 57,26 %                  | 56 851                | 6780                                            | 1040                    | 448                                     | 283                                       |
| Cádiz                     | 110 914        | 30 344                 | 10 097                        | 22,04 %                     | 51,02 %                  | 59 522                | 7891                                            | 3122                    | 307                                     | 170                                       |
| San Fernando              | 93 645         | 27 297                 | 9543                          | 23,49 %                     | 55,64 %                  | 14 147                | 3925                                            | n/d                     | 284                                     | 143                                       |
| El Puerto de Santa María  | 89 960         | 29 476                 | 8314                          | 21,27 %                     | 56,35 %                  | 58 566                | 6447                                            | 1988                    | 405                                     | 164                                       |
| Chiclana de la Frontera   | 89 794         | 24 895                 | 8933                          | 22,56 %                     | 59,23 %                  | 58 430                | 5651                                            | 8917                    | 426                                     | 164                                       |
| Sanlúcar de Barrameda     | 69 876         | 21 189                 | 6859                          | 22,77 %                     | 57,83 %                  | 29 768                | 2422                                            | 752                     | 205                                     | 118                                       |
| La Línea de la Concepción | 64 177         | 25 755                 | 9097                          | 32,46 %                     | 57,53 %                  | 28 736                | 3134                                            | 1360                    | 239                                     | 107                                       |
| Puerto Real               | 42 151         | 26 431                 | 3879                          | 20,73 %                     | n/d                      | 11 505                | 2043                                            | n/d                     | 159                                     | 93                                        |
| San Roque                 | 34 190         | 32 122                 | 3192                          | 21,43 %                     | n/d                      | 28 774                | 2880                                            | 1017                    | 179                                     | 80                                        |
| Arcos de la Frontera      | 31 046         | 20 094                 | 3480                          | 25,22 %                     | n/d                      | 10 697                | 1862                                            | 606                     | 149                                     | 55                                        |
| Rota                      | 29 552         | 27 000                 | 2356                          | 18,12 %                     | n/d                      | 48 182                | 2105                                            | 2748                    | 140                                     | 120                                       |
| Los Barrios               | 24 404         | 29 027                 | 2172                          | 20,05 %                     | n/d                      | 13 240                | 1949                                            | 844                     | 59                                      | 69                                        |
| Conil de la Frontera      | 23 996         | 25 778                 | 1603                          | 15,63 %                     | n/d                      | 45 706                | 2238                                            | 5330                    | 59                                      | 33                                        |
| Barbate                   | 22 709         | 20 182                 | 2395                          | 23,80 %                     | n/d                      | 31 877                | 1501                                            | 1561                    | 87                                      | 34                                        |

### Sector primario y secundario
Dentro del sector primario existen diversas producciones agrícolas de gran importancia para el social y económica (destacando los viñedos de la Campiña de Jerez y los olivares de la Sierra de Cádiz) y ganaderas (como la autóctona retinto), numerosos puertos pesqueros (almadraba) y producción de productos alimenticios: sal, derivados del cerdo, productos lácteos, salazones como la mojama, conservas, chacinas, etc.
Existen instalaciones industriales de construcción naval (Navantia), aeronáutica (Airbus, CASA), agroalimentaria (Azucarera), petroquímica (Cepsa, CLH), energética (Endesa) y metalurgia (Acerinox).
También son importantes para la economía los puertos de Algeciras y Cádiz.

### Sector terciario
Posee uno de los climas más templado de la península ibérica durante buena parte del año, lo que lo hace muy interesante para el turismo nacional e internacional. Una importante fuente de ingresos de la provincia es el turismo en sus diversas formas: playas, cultura, golf, deportes de viento, cruceros. Los turistas son principalmente de nacionalidad española, seguidos de británicos y alemanes.

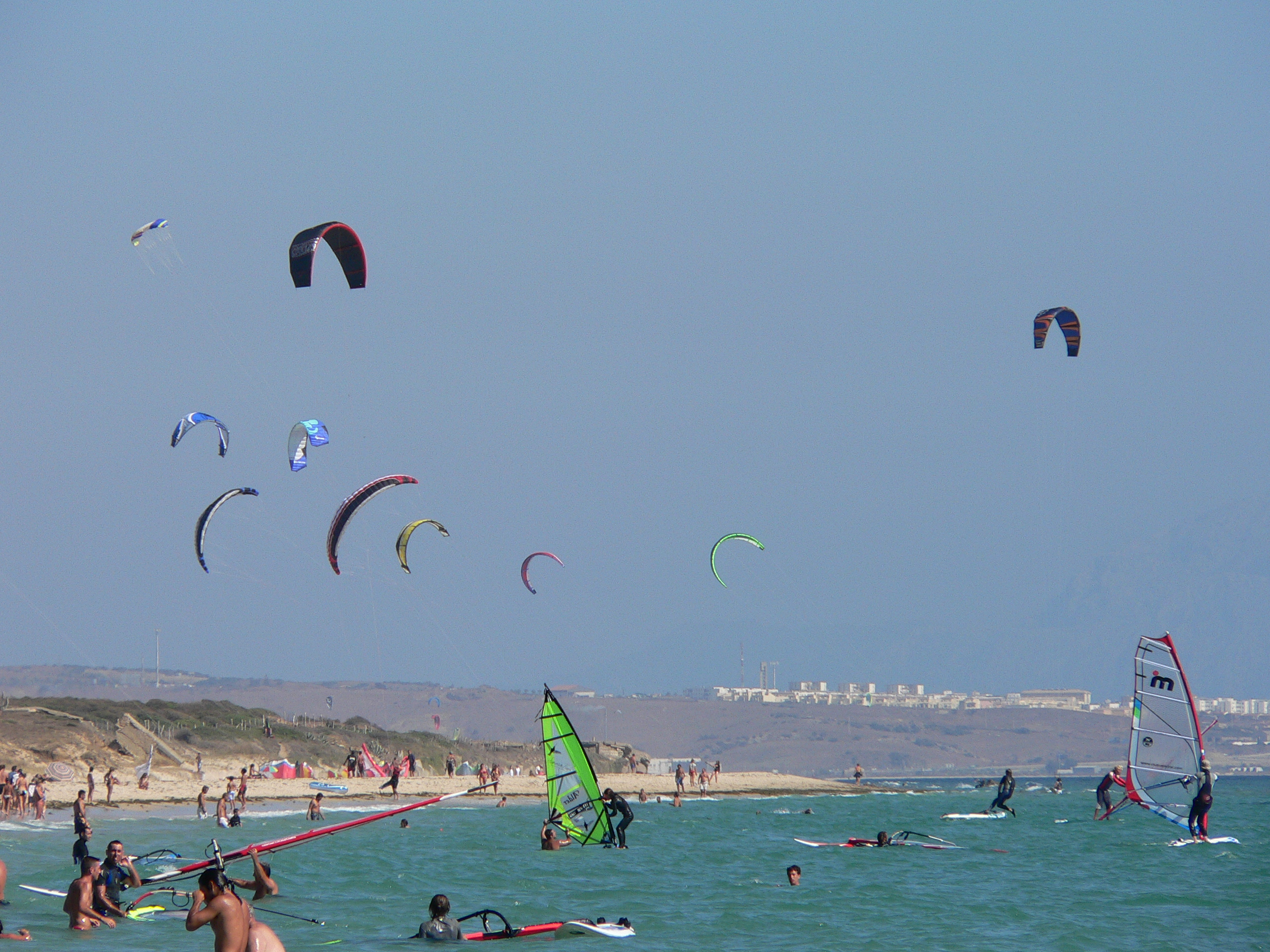
Diversos deportes se practican en Punta Paloma, Tarifa

#### Playas
En sus 260 km de costa atlántica y mediterránea destacan sus playas largas y de arena fina, muchas de ellas aún no urbanizadas ni extremadamente explotadas turísticamente. Casi todo el litoral forma parte de la Costa de la Luz, a excepción de San Roque y La Línea de la Concepción, que además forman parte de la Costa del Sol.
En 2005 la provincia obtuvo número más alto de Banderas Azules de todas las provincias costeras de Europa.

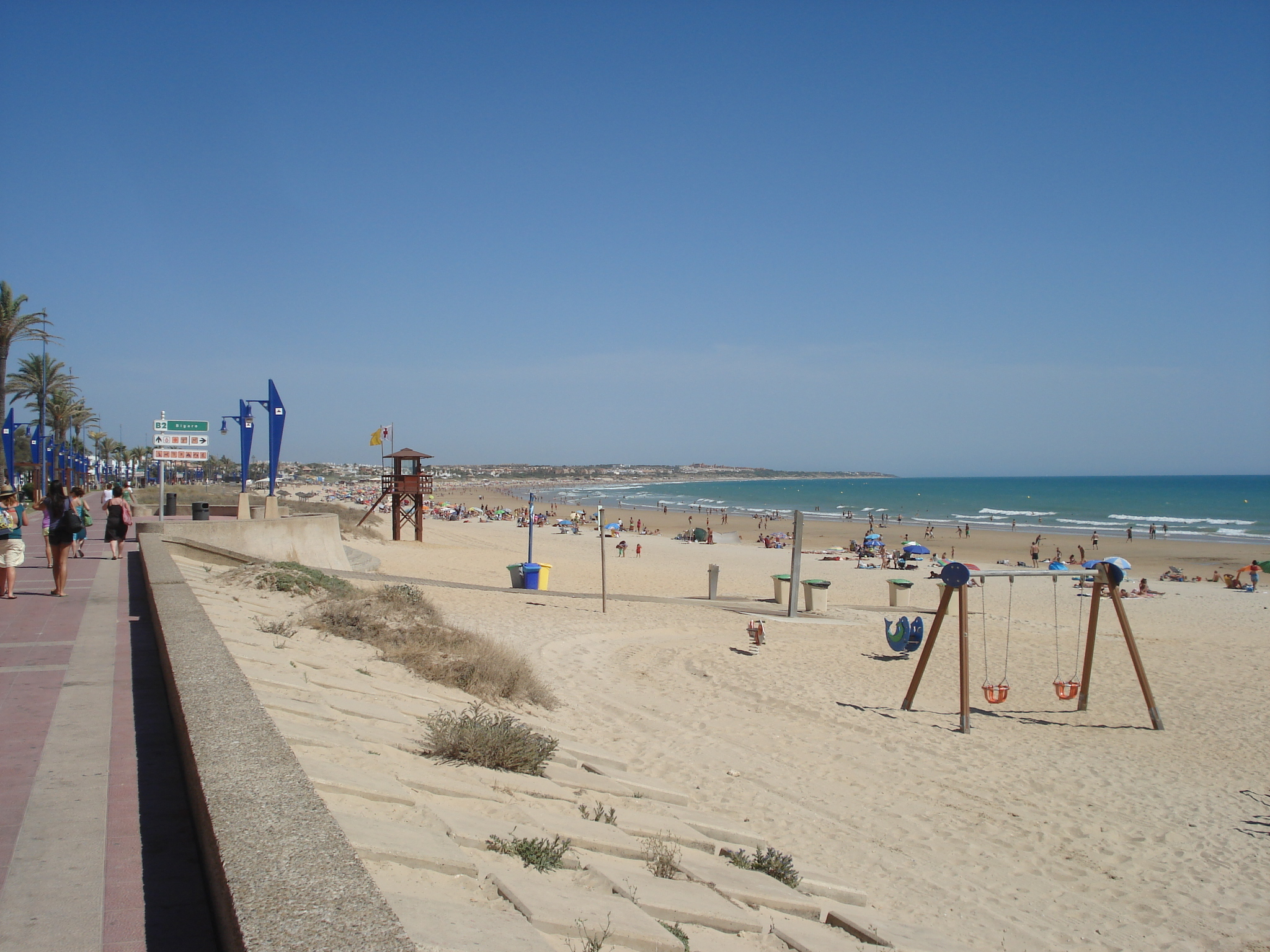
Playa de La Barrosa, en Chiclana

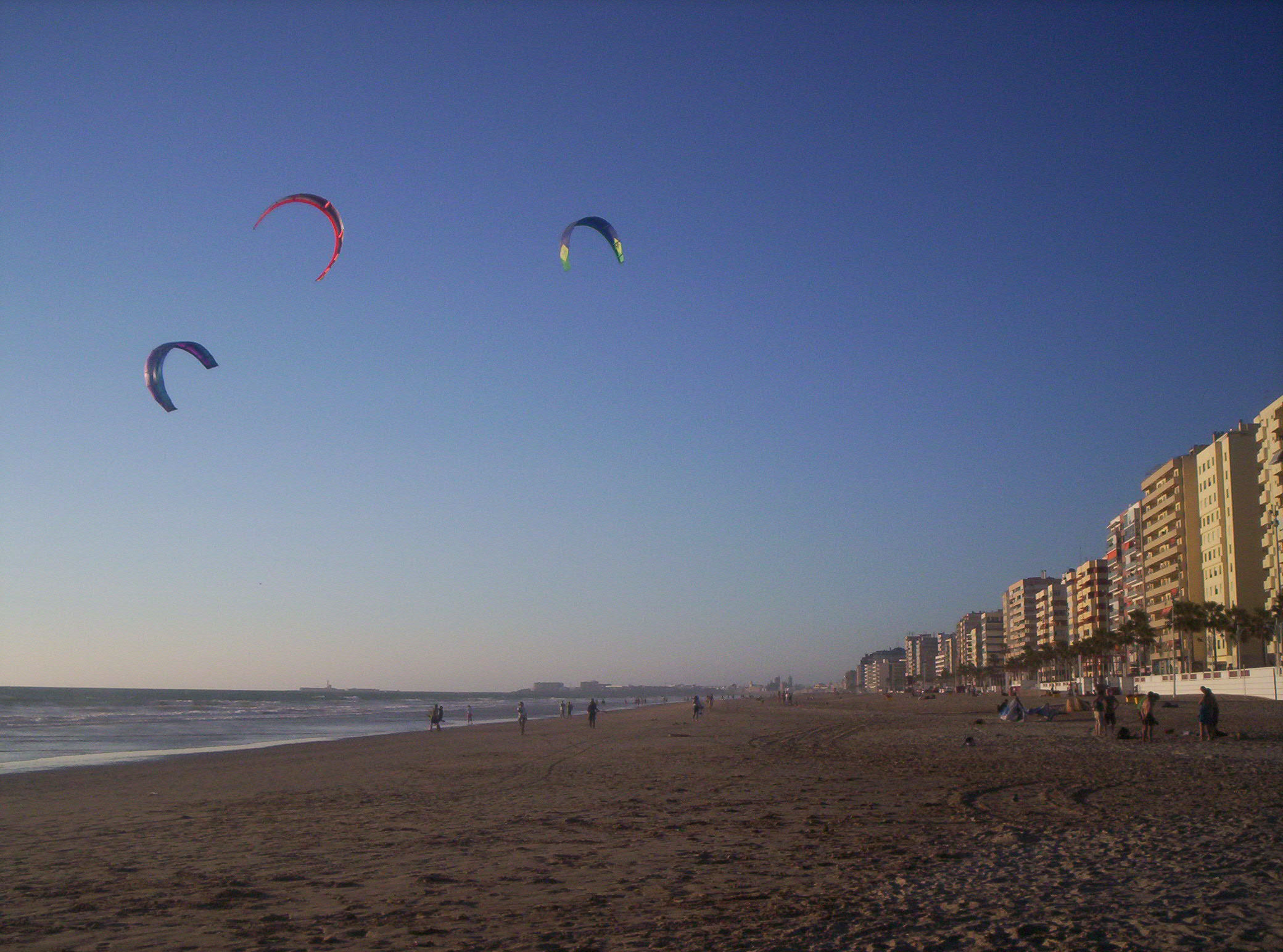
Playa de la Victoria, en Cádiz

Hay playas urbanas de excelente calidad como las de La Victoria en Cádiz capital o La Barrosa en Chiclana, Playa urbana de la Cachucha y Playa del Río San Pedro en Puerto Real y playas vírgenes como las de Levante en El Puerto; Los Caños de Meca y Zahora en el municipio de Barbate, Zahara de los Atunes y Bolonia en Tarifa, Camposoto en San Fernando y El Palmar en Vejer. Municipios como el de Conil poseen muchos kilómetros de playas de variada naturaleza: desde largos arenales hasta calas solitarias apropiadas para el nudismo, como las calas de Roche. Especial mención a los más de 11 km de playa de La Línea de la Concepción.
Las playas de Tarifa son famosas por sus excelentes condiciones para practicar windsurf y otros deportes de viento y/o agua.
Más al norte de la capital gaditana existen otras ciudades y pueblos costeros, con un carácter diferente como Rota, Chipiona, Sanlúcar de Barrameda y El Puerto de Santa María, famoso por sus langostinos y bodegas.
En la provincia de Cádiz ondearon 24 banderas azules en 2011, siendo así la provincia andaluza que más posee. Nachet, Younes (2 de junio de 2010). «La provincia recibe hasta 24 banderas azules para sus playas». Cádiz. Consultado el 17 de mayo de 2011.
Fases de mantenimiento de las playas durante todo el año: «Playas». Cádiz. Archivado desde el original el 16 de agosto de 2011. Consultado el 11 de mayo de 2011.
1.-Fase invernal:
Encuadrada entre los meses de noviembre a marzo, y los trabajos se centran en la eliminación de los residuos aportados por las mareas y por los usuarios. El personal disponible es menor y la periodicidad de la limpieza es escasa, una o dos veces por semana, consiguiendo un aspecto visual agradable evitando el enterramiento de objetos.
2.- Fase preestival:
Se centra en los meses de abril a mayo y en ella se comienzan los trabajos para dejar la playa en perfectas condiciones de utilización. Se continúan eliminando los residuos aportados por las mareas y los usuarios, aunque esta limpieza es más exhaustiva y prácticamente diaria.
Comienzan los trabajos de eliminación de piedras con máquinas despedregadoras, que a la vez realizan un volteo de la arena presentando a la acción del sol las zonas enterradas.
3.- Fase estival:
Se siguen eliminando los residuos de las mareas, de los usuarios y papeleras con una periodicidad diaria en toda la superficie de la playa. Se continúa con las máquinas despedregadoras y limpia-playas, volteando la arena diariamente. Coincide con la apertura al público de todos los Servicios Públicos, así como el inicio de los Servicios de Protección Civil, Sanidad, Turismo y Juventud y Deporte en coordinación con los Servicios de playas.

#### Naturaleza
Existe una amplia oferta de actividades de turismo activo para los amantes de la naturaleza, como senderismo, rutas a caballo, escalada, observación de aves y barranquismo entre otros. Cabe destacar el Zoológico Botánico de Jerez y sus Parques naturales:

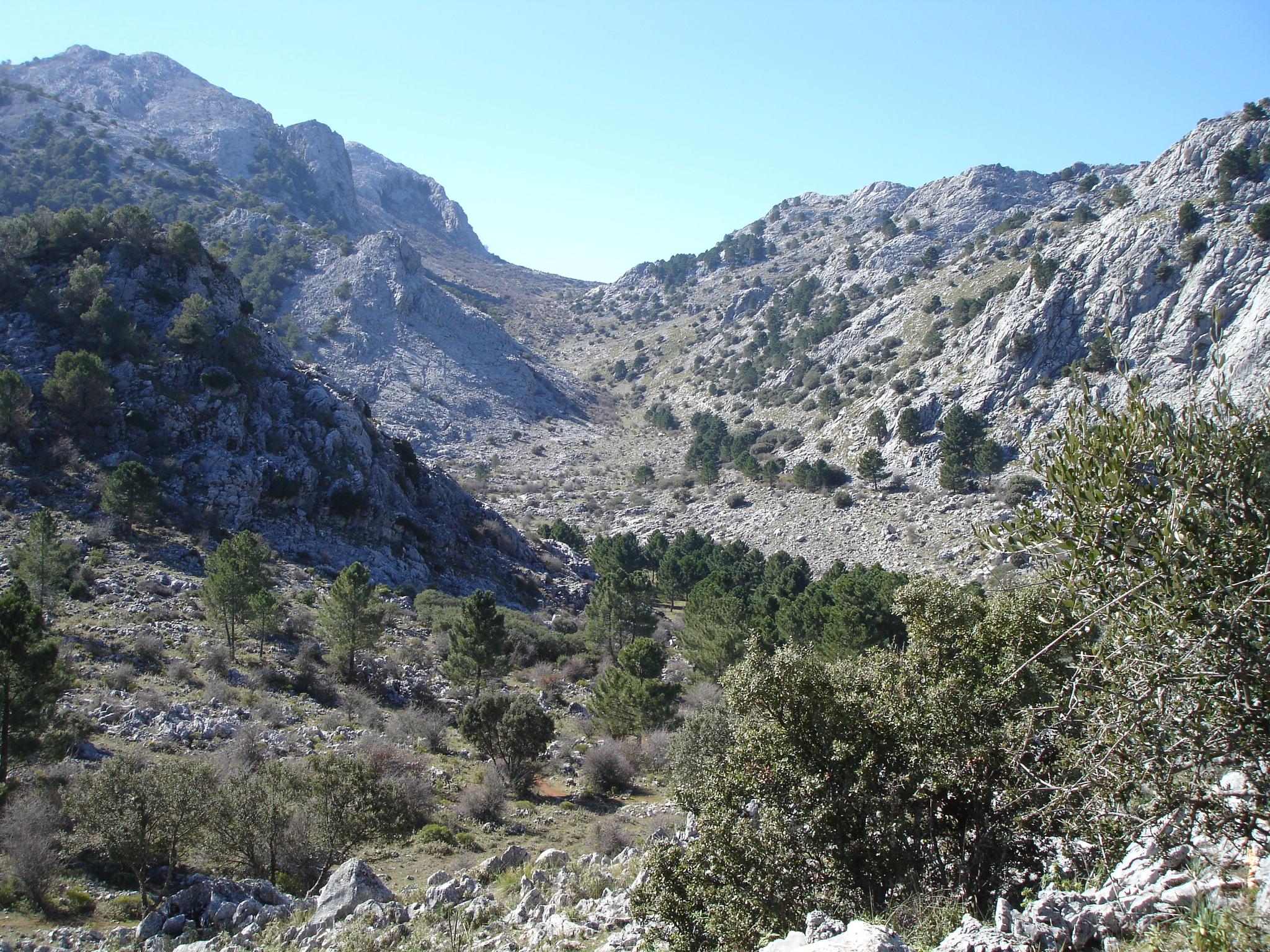
Llanos del Endrinal en Grazalema

- Parque natural de la Sierra de Grazalema
- Parque nacional de Doñana
- Parque natural de Los Alcornocales
- Parque natural de la Bahía de Cádiz
- Parque natural de La Breña y Marismas del Barbate
- Parque natural del Estrecho

En el sur de provincia (Campo de Gibraltar, La Janda y zonas limítrofes) existe un importante conjunto de arte rupestre de Europa, conocido localmente como arte sureño.

## Cultura

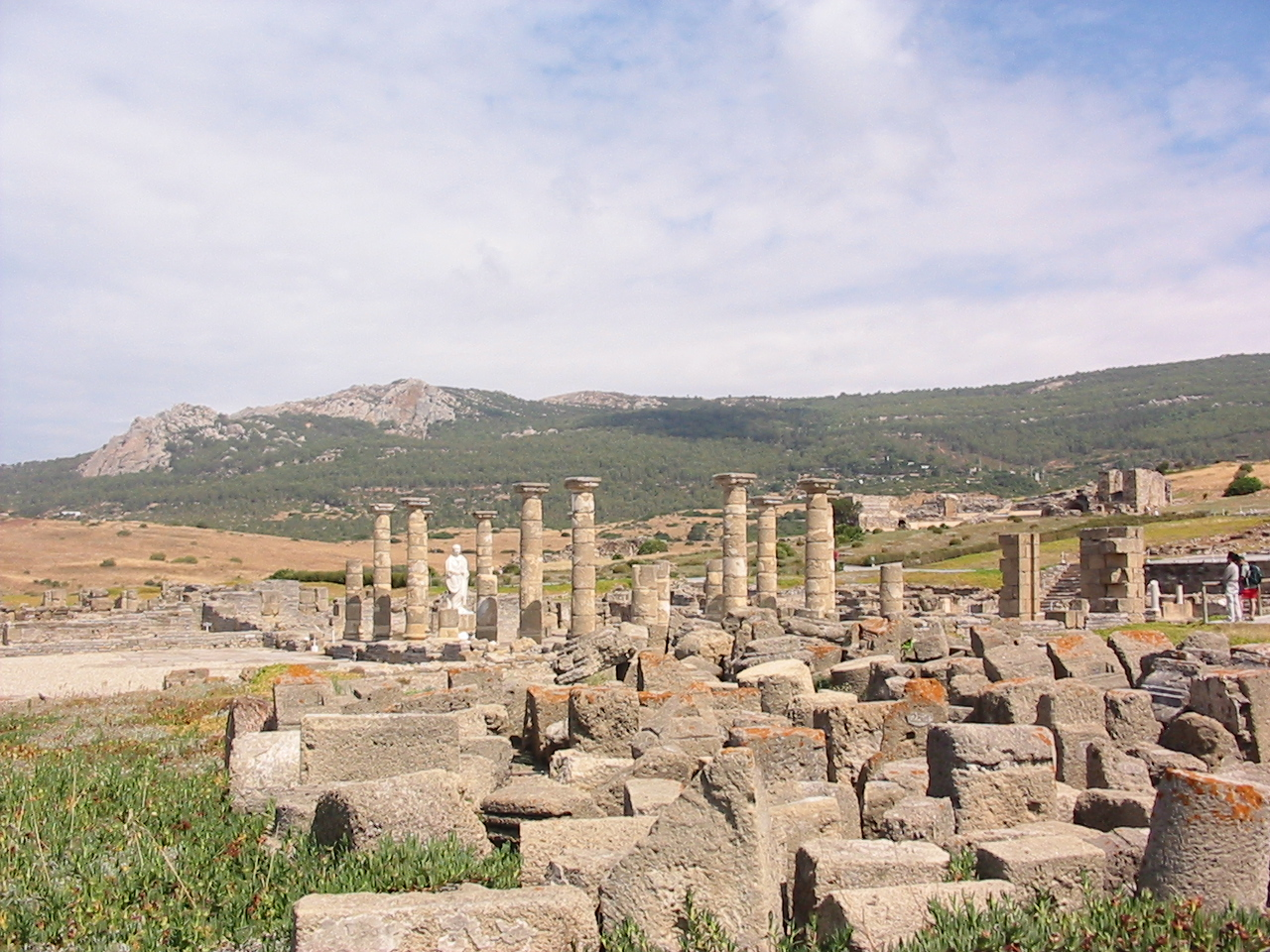
Yacimiento de Baelo Claudia

La larga historia de muchas de las poblaciones de la provincia hace que se encuentren innumerables monumentos, iglesias, edificios emblemáticos, museos y restos arqueológicos. El conjunto monumental más importante de la provincia es la Cartuja de Jerez de la Frontera.
También existen numerosas fiestas típicas de cada localidad a lo largo de todo el año, como el Carnaval de Cádiz o la Feria de Jerez. De especial interés es la Semana Santa, con procesiones en varias poblaciones. En Sanlúcar todos los años en agosto y en función del ciclo de mareas -la competición debe desarrollarse con bajamar- se celebran dos tandas de tres días de las famosas carreras de caballos en la playa, también declarada como Fiesta de Interés Turístico Internacional.
En el turismo de interior cabe destacar las bodegas de Jerez y de Sanlúcar, o la Ruta de los Pueblos Blancos y la Ruta del Toro.

### Tradiciones y festejos

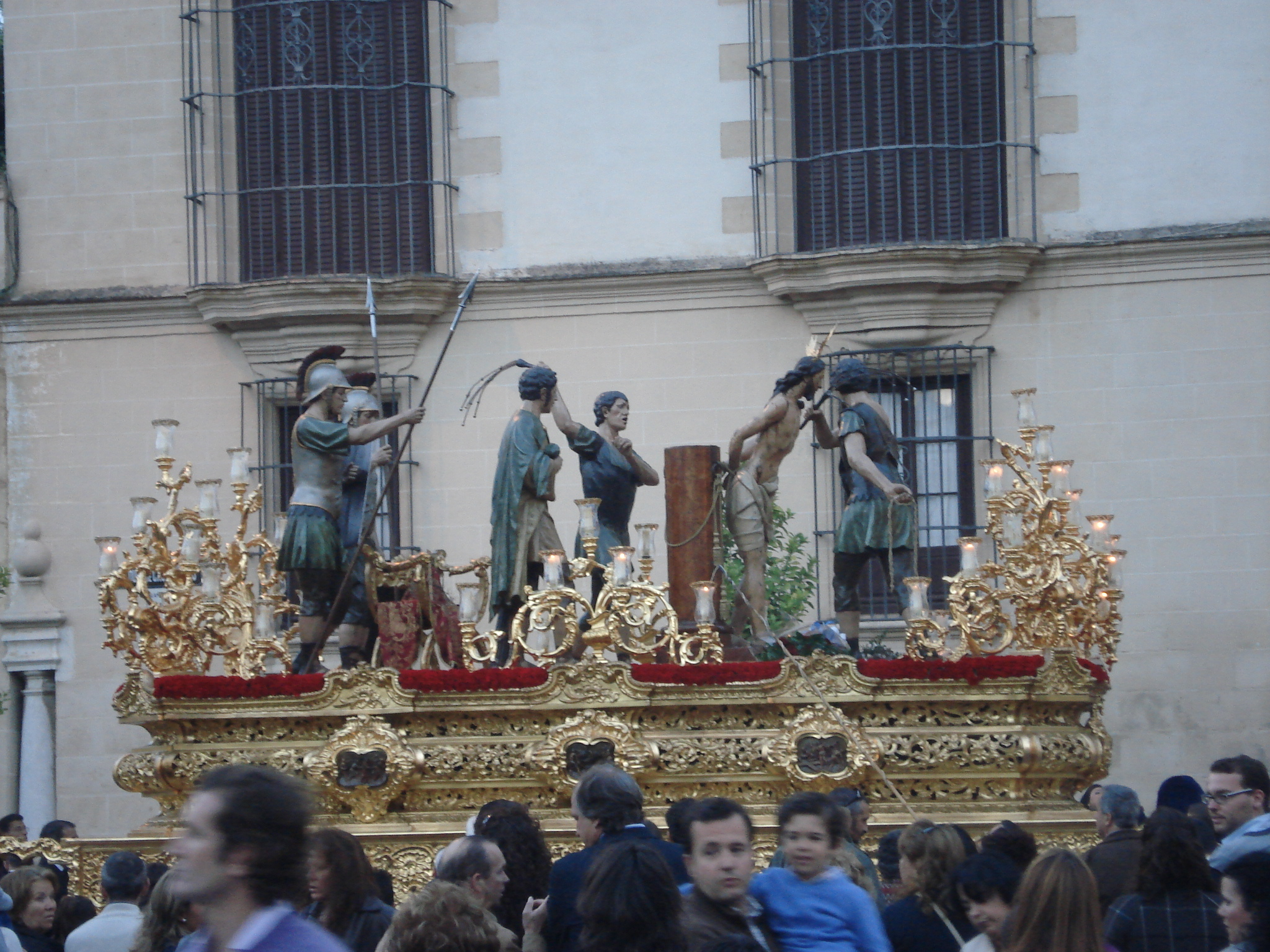
Semana Santa de Jerez

El carnaval, caracterizado por sus chirigotas y comparsas, además de las ferias andaluzas, por sus casetas, vino y atracciones, son las fiestas más destacadas. Destacan como festividades la Feria del Caballo de Jerez de la Frontera en mayo y el Carnaval de Cádiz en febrero, ambas declaradas de Interés Turístico Internacional. También la Semana Santa es otra de las festividades más destacadas en la provincia destacando la de Jerez de la Frontera. En ambas se refleja su tradición flamenca con saetas, alegrías y bulerías entre otros palos.
El día de la provincia se celebra el 19 de marzo, conmemorando las Cortes constituyentes de Cádiz.

### Deporte

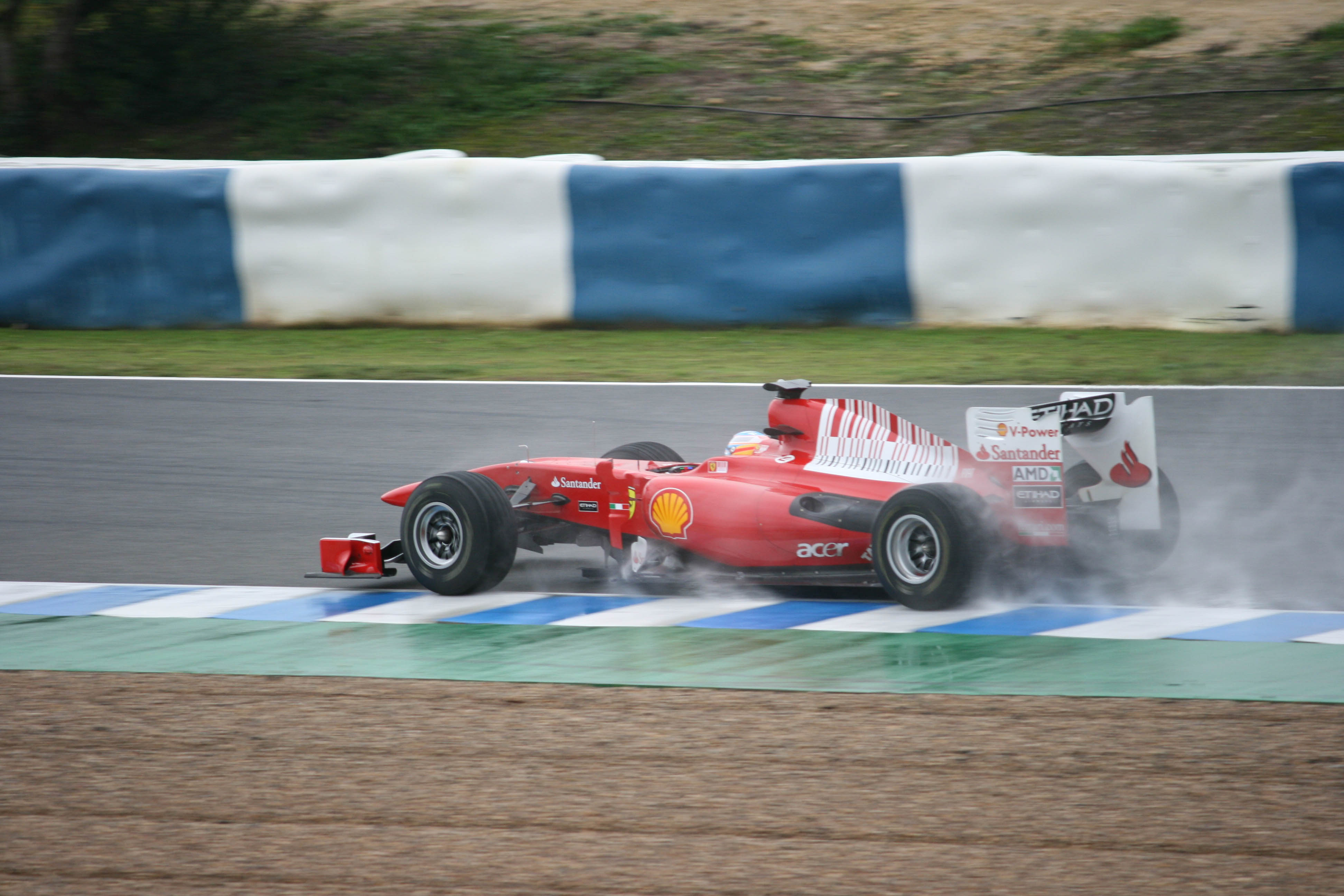
Fernando Alonso en Jerez

Jerez ha recibido atención mundial debido a los numerosos eventos deportivos que acoge como el Gran Premio de España de Motociclismo prueba perteneciente al Campeonato del mundo de motociclismo, el Gran Premio de Europa de Fórmula 1, los Juegos Ecuestres Mundiales de 2002 y numerosos Meetings internacionales de Atletismo. Sotogrande en San Roque es el escenario donde se desarrolló el Volvo Masters de golf y actualmente acoge el Andalucía Valderrama Masters.
En cuanto al fútbol es famoso el Trofeo Ramón de Carranza, aunque en los últimos años su cartel ha perdido potencial.